# كيسويك، كمبريا
كيسويك أو كزيك (/ˈkɛzɪk/ KEZ-ik) هي مدينة السوق إنجليزية وأبرشية مدنية، كانت تابعة لمقاطعة كمبرلاند [الإنجليزية] التاريخية، ومنذ عام 1974  م صارت تابعة لقصبة أليردال [الإنجليزية] في مقاطعة لكمبريا. تقع كيسويك داخل حديقة مقاطعة ليك الوطنية، شمال ديروينت ووتر [الإنجليزية] وعلى بعد 4 أميال (6.4 كم) من بحيرة باسنثويت [الإنجليزية]. كان عدد سكانها 5243 في تعداد عام 2011  م.
هناك أدلة على استيطان المنطقة في عصر ما قبل التاريخ، لكن أول ذكر مسجل للمدينة يعود إلى القرن الثالث عشر، عندما منح إدوارد الأول ملك إنجلترا امتيازًا ملكيًا لسوق كيسويك، الذي حافظ على وجود مستمر لمدة 700 عام. كانت المدينة منطقة تعدين مهمة، ومنذ القرن الثامن عشر عُرفت باسم مركز العطلات؛ كانت السياحة هي صناعتها الرئيسية لأكثر من 150 عامًا. ومن ملامحها موتي هول، مسرح البحيرة الحديث، دار الحمراء وهو واحد من أقدم دور السينما البريطانية الباقية؛ ومتحف كيسويك ومعرض فيتز بارك للفنون في أكبر مساحة مفتوحة في المدينة. من بين الأحداث السنوية في المدينة مؤتمر كيسويك، وهو تجمع إنجيلي يجتذب الزوار من العديد من البلدان.

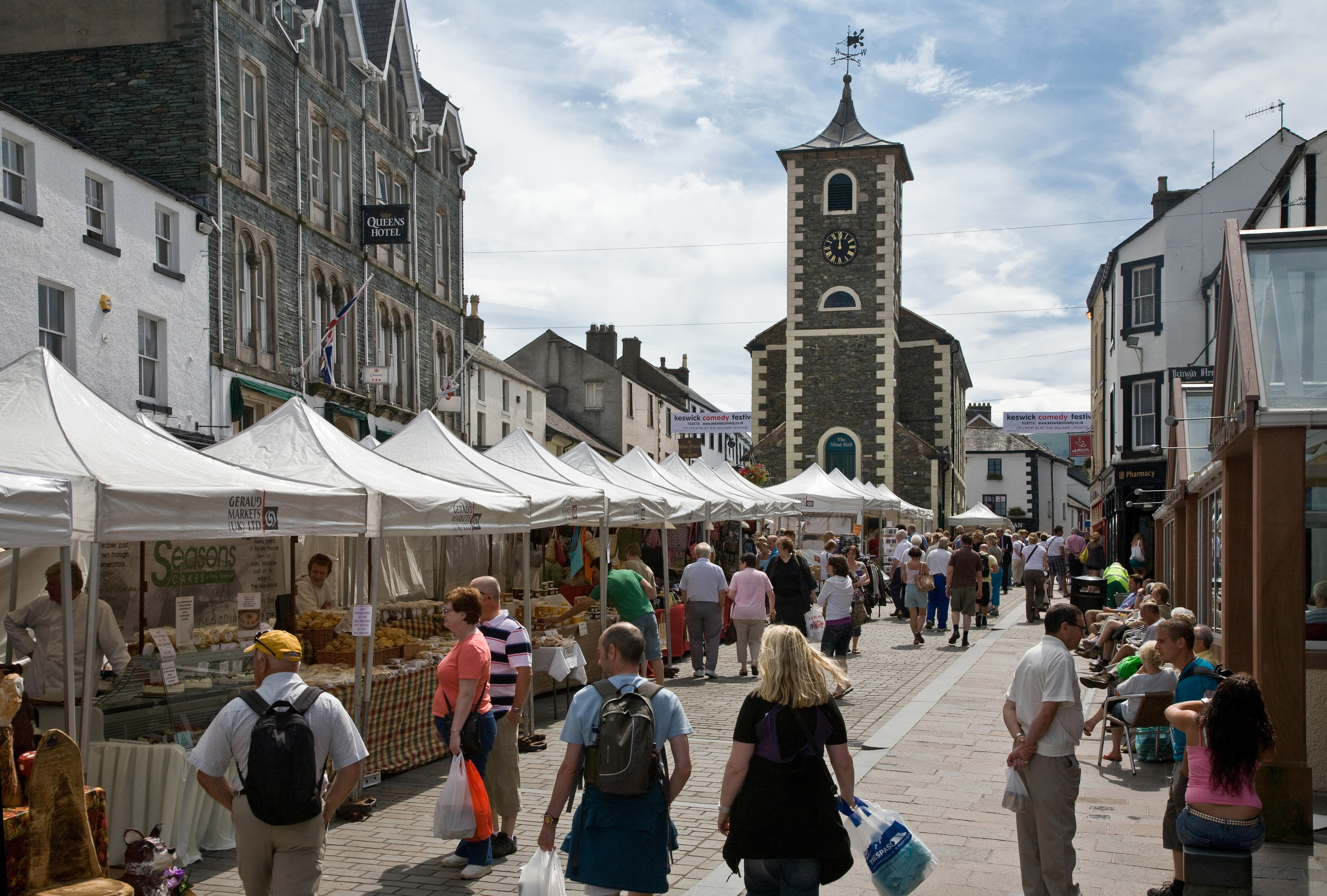
يتمتع سوق كيسويك بتاريخ غير منقطع لأكثر من 700 عام.

أصبحت كيسويك معروفة على نطاق واسع بارتباطها بالشاعرين صمويل تايلور كوليريدج وروبرت سوثي. اللذين استقروا مع زميلهم شاعر البحيرة ويليام وردزورث في جراسمير على بعد 12 ميلا (19 كم) وجعلوا جمال المنطقة الخلاب معروفًا على نطاق واسع للقراء في بريطانيا وخارجها. في أواخر القرن التاسع عشر وحتى القرن العشرين، كانت كيسويك محورًا للعديد من المبادرات المهمة لحركة الحفاظ على البيئة المتنامية، والتي غالبًا ما قادها هاردويك رونسلي، نائب أبرشية كروستويت المجاورة والمؤسس المشارك للصندوق الوطني، الذي أقام ممتلكات واسعة في المنطقة.

## التسمية
سُجلت المدينة لأول مرة في ميثاق إدوارد الأول في القرن الثالث عشر باسم «كيسويك». اعتبر العلماء عمومًا أن الاسم من اللغة الإنجليزية القديمة، بمعنى «المزرعة التي يُصنع فيها الجبن»، وهي الكلمة المشتقة من "cēse" (الجبن) مع الحرف الأول الاسكندنافي "k" و"wīc" (مكان أو مسكن خاص)، على الرغم من عدم اتفاق جميع الأكاديميين. رفض جورج فلوم من جامعة إلينوي (1919) هذا الاشتقاق على أساس أن بلدة في قلب المناطق التي يسكنها الفايكنج، مثل كيسويك، لم يكن من الممكن أن تُمنح اسمًا سكسونيًا؛ اقترح بدلاً من ذلك أن الكلمة من أصل دانمركي أو نورسي، وتعني «مكان كيل عند منحنى النهر». من بين العلماء اللاحقين الذين دعموا أسماء المواقع الجغرافية ل«مزرعة الجبن» ايلرت اكسوال (1960)(1960) ووأي دي ميلز (2011) (مطبعة جامعة أكسفورد)، وديانا والي (2006)، لجمعية أسماء الأماكن الإنجليزية.(1)

## عصور ما قبل التاريخ

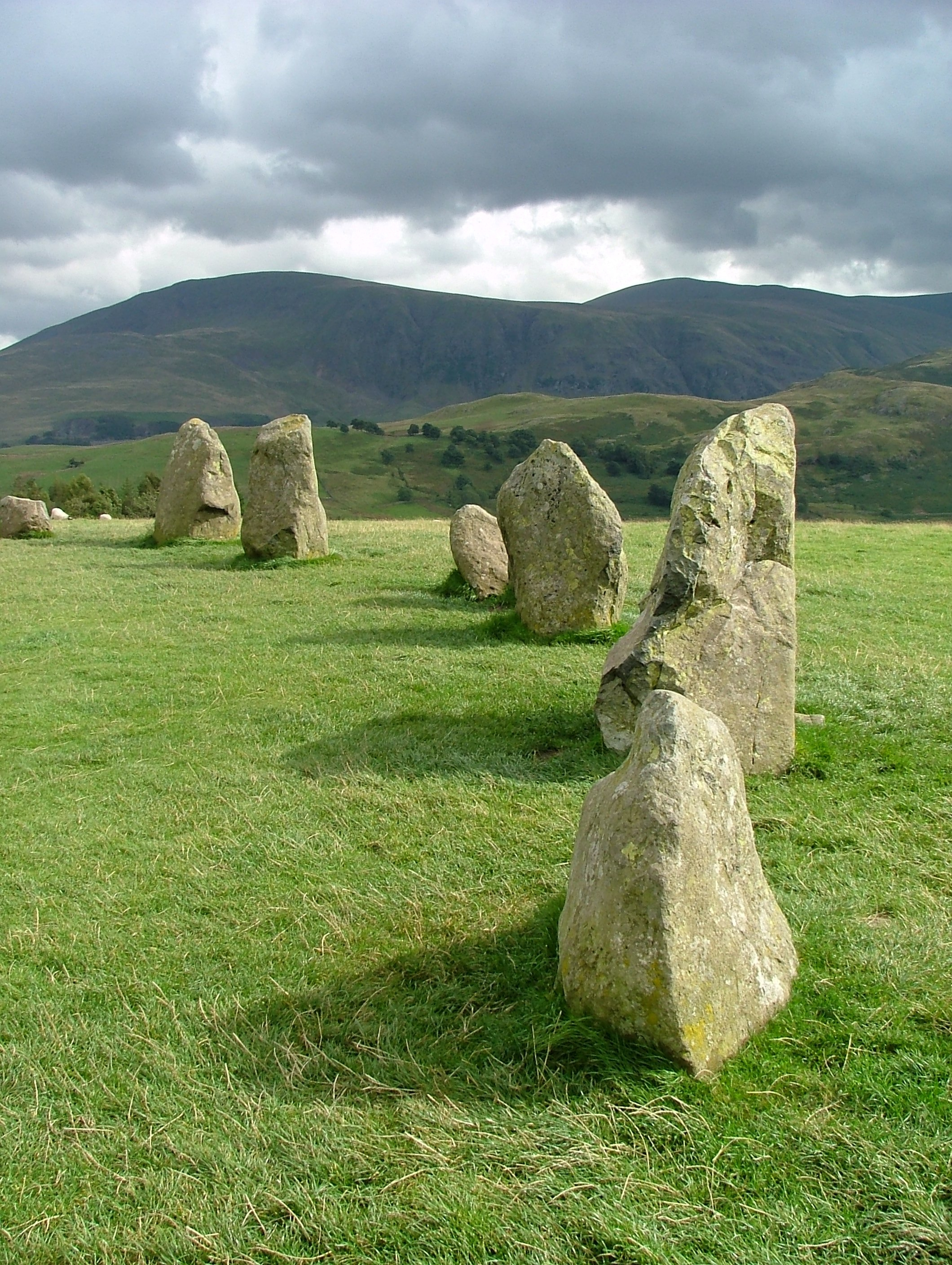
دائرة كاسلريغ الحجرية

وجود دائرة كاسلريغ الحجرية في المنطقة على الحافة الشرقية للمدينة دليل على الاستيطان ما قبل التاريخ، والتي أُرخت إلى حوالي 3200 سنة ق م. اكتُشفت الأدوات الحجرية من العصر الحجري الحديث داخل الدائرة وفي وسط كيسويك خلال القرن التاسع عشر. وكتب مُختص الأثريات وليام غيرشوم كولينجوود، في تعليقه في عام 1925  م حول الاكتشافات في المنطقة، أنها أظهرت أن «رجل العصر الحجري كان في منزله إلى حد ما في منطقة البحيرة»". هناك القليل من الأدلة على الاستيطان المستدام في المنطقة خلال العصر البرونزي، ولكن من عمليات التنقيب في حصون التلال، من الواضح أنه كان هناك بعض الاستيطان في العصر الحديدي، حوالي 500 قبل الميلاد، على الرغم من عدم اتفاق العلماء حول مدى استمراره.
عرفت كمبريا في بريطانيا الرومانية بإقليم كارفيتي. نظرًا لكونها موقعًا للجزء الغربي من جدار هادريان، فقد كانت ذات أهمية إستراتيجية. شمال المقاطعة غني بالأدلة الأثرية من تلك الفترة، لكن لا يوجد شيء معروف يشير إلى أي سكن روماني في منطقة كيسويك، بخلاف اكتشاف تلك النقطة لوجود طريق روماني واحد أو أكثر يمر بالقرب من مدينة الوقت الحاضر. المستوطنات القريبة التي يمكن تتبعها من عصر الرومان والسنوات التي تلت رحيلهم كانت في الغالب من السلتيين. العديد من أسماء الأماكن المحلية من تلك الفترة، بما في ذلك اسم نهر ديروينت، هي سلتية، وبعضها يرتبط ارتباطًا وثيقًا بمرادفات ويلزية.
بشر العديد من القديسين المسيحيين بالإنجيل في شمال إنجلترا في أواخر القرن السادس وأوائل القرن السابع الميلادي. كان أهم الشخصيات في كيسويك والمنطقة المحيطة بها هو القديس هربرت ديروينتووتر ومعاصره سانت كينتيغرن. عاش الأول، تلميذًا وصديقًا للقديس كوثبرت من ليندسفارن، وناسكًا على جزيرة في ديروينتووتر، والتي سميت الآن باسمه. يُعتقد تقليديًا أن كنتيجيرن، الذي عاش ووعظ في المنطقة قبل الانتقال إلى ويلز، أسس كنيسة كروستويت، التي كانت كنيسة أبرشية كيسويك حتى القرن التاسع عشر.

## التاريخ

### العصور الوسطى

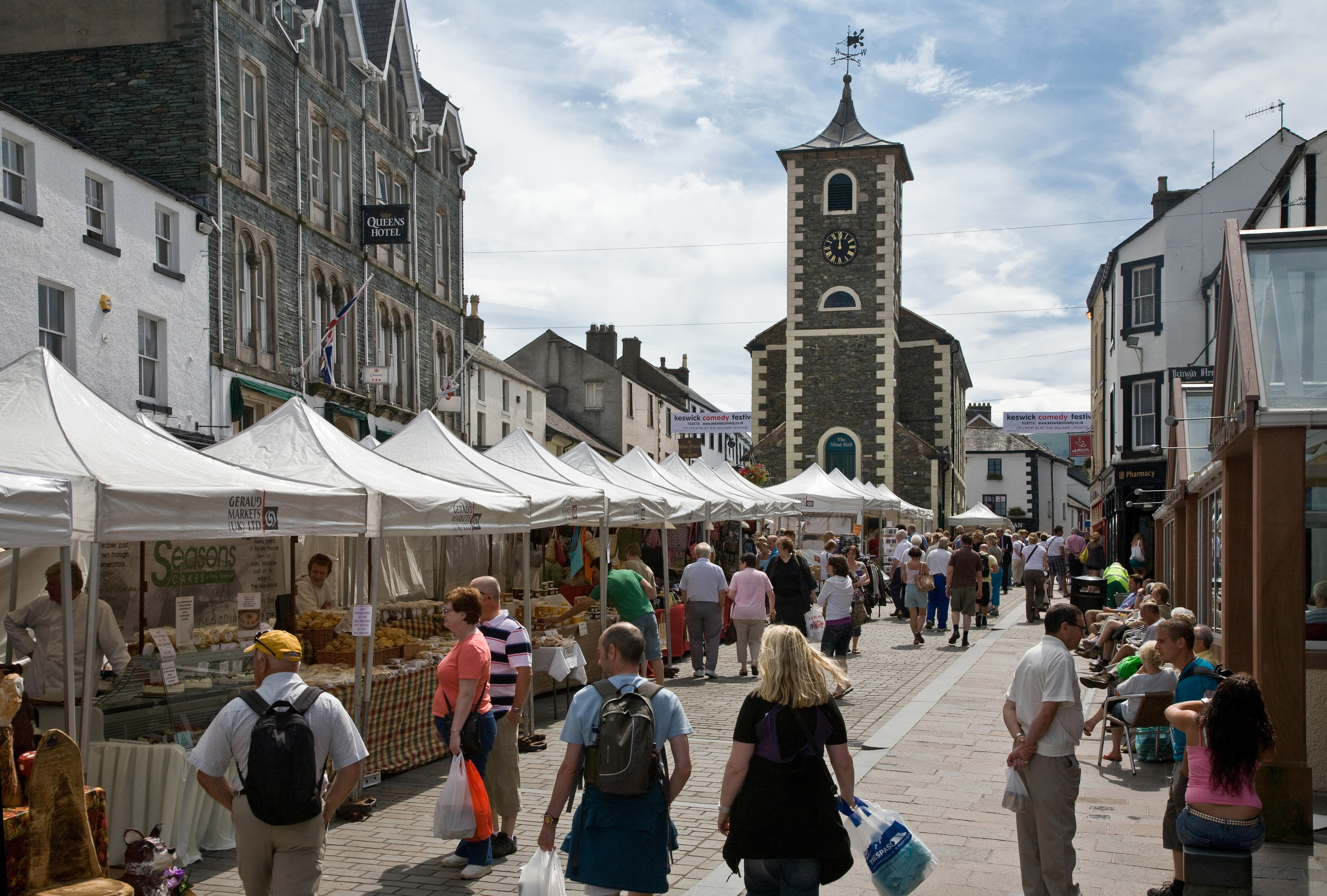
يتمتع سوق كيسويك بتاريخ غير منقطع لأكثر من 700 عام.

يبدأ تاريخ كيسويك المسجل في العصور الوسطى. غزت مملكة نورثمبريا الأنجلو ساكسونية المنطقة في القرن السابع، ولكن الفايكنج دمروا نورثمبريا في أواخر القرن التاسع. في أوائل القرن العاشر، استولت مملكة ستراثكلايد البريطانية على المنطقة، وظلت جزءًا من ستراثكلايد حتى حوالي عام 1050  م، عندما غزا سيوارد، إيرل نورثمبريا كمبريا. في عام 1092  م، سافر ويليام الثاني ملك إنجلترا، ابن ويليام الفاتح، شمالًا وأسس كبار البارونات في أليردال أندر ديروينت وAllerdale-above-Derwent وغرايستوك، والتي اجتمعت حدودها في كيسويك. في عام 1181  م، كتبت جوسلين من فرنيس عن كنيسة جديدة في كروستويت، كيسويك، أسستها أليس دي روميلي، سيدة أليردال، وهي سليل، مباشر، لبارونات ويليام الثاني الأصليين. في عام 1189  م، منح ريتشارد الأول بيت القس كروستويت لأمر سيسترسية من دير النوافير.

خلال القرن الثالث عشر، استحوذت دير النوافير ودير فورنيس على الأراضي الزراعية حول المدينة. كانت الأخيرة، التي ازدهرت بالفعل من تجارة الصوف، ورغبت في توسيع تربية الأغنام، وفي عام 1208  م اشترت مساحات كبيرة من الأراضي من أليس دي روميلي. التي تفاوضت أيضًا مع دير النوافير، وباعت جزيرة درونت في ديروينتواتير والأراضي في واتندلات، مطحنة في كروستويت وأراض أخرى في بوروديل. كانت كيسويك في مركز المزارع الرهبانية في المنطقة، وأقام دير النوافير مضيفًا في المدينة، حيث دفع المستأجرون إيجاراتهم. كما تمتعت فورنيس بحقوق مربحة لاستخراج خام الحديد.
منح إدوارد الأول كيسويك ميثاقًا للسوق في عام 1276  م. تمتع هذا السوق بتاريخ غير منقطع والذي استمر لأكثر من 700 عام ظل نمط المباني المحيطة بساحة السوق على حاله إلى حد كبير من هذه الفترة حتى أواخر القرن الثامن عشر على الأقل، مع وجود منازل - مؤطرة بالخشب في الأصل - تواجه الساحة، وحدائق أو ساحات مغلقة بإحكام في الخلف. وفقًا للتقاليد المحلية، كانت هذه الجدران المتينة والمداخل الضيقة للساحات للدفاع ضد الغزاة الأسكتلنديين. في حالة ما يبدو أن البلدة أفلتت من مثل هذه الهجمات، وجد المغيرون الاسكتلنديون أهدافًا أكثر ثراءً ويمكن الوصول إليها في كارلايل ووادي عدن الخصب، إلى الشمال من كيسويك.

### القرنان السادس عشر والسابع عشر: الزراعة والصناعة

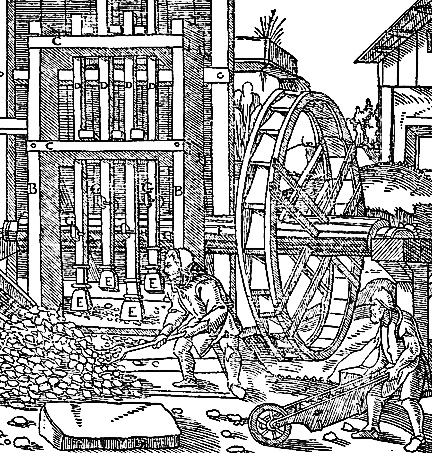
عمال المناجم الألمان يقومون بفرز خام النحاس، القرن السادس عشر

مع حل الأديرة، بين عامي 1536 و1541، حل ملاك الأراضي العلمانيون الجدد محل أديرة فرنيس ونوافير لمزارعي كيسويك وجوارها. لم يعد بيع وشراء الأغنام والصوف يتركز على الأديرة العظيمة، بل صار في أيدي ملاك الأراضي والمستأجرين الجدد الذين تعاملوا معها محليًا. عزز هذا من أهمية كيسويك كمركز سوق، على الرغم من أن المدينة ظلت في البداية مزدهرة بشكل متواضع: في ثلاثينيات القرن الخامس عشر كتب عنها جون ليلاند على أنها «بلدة سوق صغيرة». وبحلول النصف الثاني من القرن، كان تعدين النحاس قد جعل كيسويك أكثر ثراءً: في عام 1586  م كتب ويليام كامدن أن «أعمال النحاس هذه، ليست كافية لكل إنجلترا فحسب، بل الكميات الكبيرة من النحاس تُصدَّر كل عام» وعن المركز، «كيسويك، مدينة سوق صغيرة، اشتهرت لسنوات عديدة بأعمال النحاس كما يظهر من ميثاق الملك إدوارد الرابع، ويسكنها حاليًا عمال المناجم».
كان تعدين النحاس في وقت سابق صغير الحجم، لكن إليزابيث الأولى، التي كانت مهتمة بالدفاع عن مملكتها، طالبت بكميات كبيرة من النحاس لتصنيع الأسلحة وتقوية السفن الحربية. كانت هناك ميزة إضافية لها تتمثل في أن التاج كان يحق له الحصول على حقوق ملكية على المعادن المستخرجة من الأراضي الإنجليزية. وكان الخبراء في تعدين النحاس ألمانًا، وأمنت إليزابيث خدمات دانيال هيكستتر من اوغسبورغ، والذي منحته الترخيص «للبحث، حفر، في اختبار، تحميص وتذويب كل أنواع خامات المناجم وخامات الذهب والفضة والنحاس والزئبق» في منطقة كيسويك وأماكن أخرى.

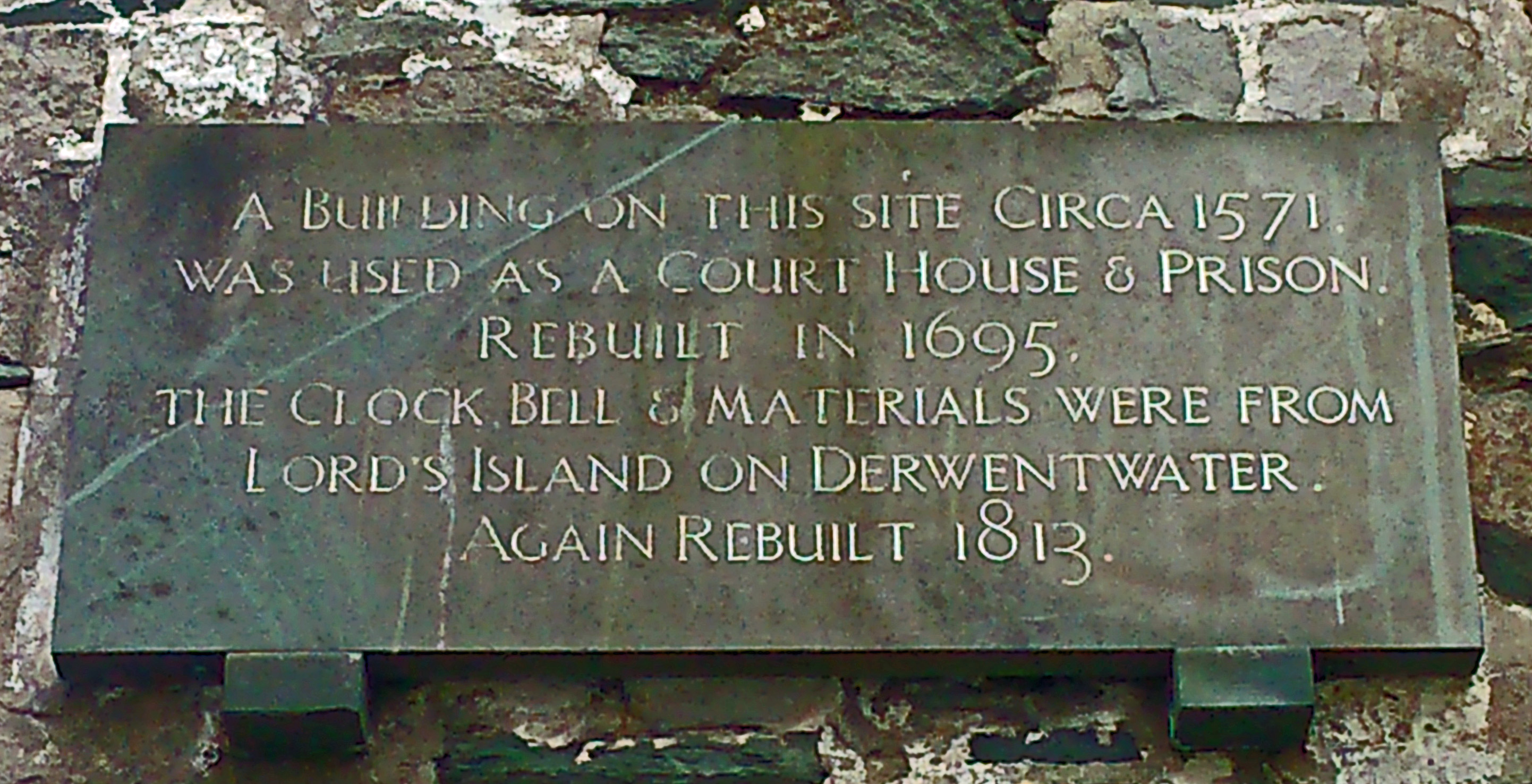
لوحة في قاعة ماوت في كيسويك توضح بالتفصيل تاريخها من القرن السادس عشر

بالإضافة إلى النحاس، عُثر على مادة جديدة، حيث استخلصت واستغلت وكان يطلق عليها بمختلف الأسماء كالواد، أو الرصاص الأسود، أو البلومباغو، أو الكوكاك الأسود، وهي تعرف الآن باسم الغرافيت. وقد اكتشفت بسرعة استخدامات عديدة للمعدن، فقد قلل من الاحتكاك في الآلات، وصنع طلاءًا زجاجيًا مقاومًا للحرارة للبوتقات، وعند استخدامه لبطانة قوالب قذائف المدفعية، نتج عنه كرات مستديرة وأكثر سلاسة يمكن إطلاقها بشكل أكبر بواسطة مدفع البحرية الإنجليزية. في وقت لاحق، من النصف الثاني من القرن الثامن عشر، استخدم لصنع أقلام الرصاص، والتي اشتهرت بها كيسويك.
ازدهرت مناجم النحاس لمدة سبعين عامًا تقريبًا، ولكن بحلول أوائل القرن السابع عشر كانت الصناعة في حالة تدهور. انخفض الطلب على النحاس وارتفعت تكلفة استخراجه. استمر تعدين الغرافيت، وبدأت أهمية محاجر الأردواز في النمو. نمت الصناعات الصغيرة الأخرى، مثل المدابغ والنسيج. على الرغم من انتهاء ازدهار منتصف القرن السادس عشر، إلا أن اقتصاد المدينة لم ينجر إلى الخراب، وظل عدد السكان ثابتًا بشكل عام عند أقل من 1000 بقليل.

### القرنان الثامن عشر والتاسع عشر: بدايات السياحة

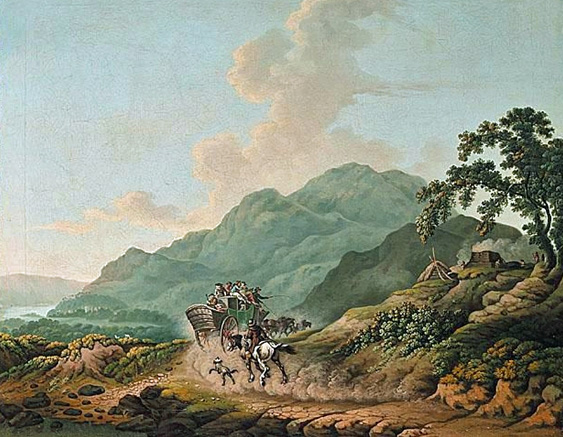
سكيدداو في كمبرلاند، أمسية صيفية مع مدرب وفارس، بقلم فيليب جيمس دي لوثيربورغ، 1787

يعتبر المؤرخ جورج بوت جون دالتون (1709 – 1663 م) وجون براون (1715 – 1766 م) رواد السياحة في منطقة البحيرة. كتب كلاهما عملين يمتدحان عظمة المشهد، ودفع حماسهما الآخرين لزيارة المنطقة. نشر الشاعر توماس غراي رواية عن إقامة لمدة خمسة أيام في كيسويك عام 1769  م، وصف فيها منظر المدينة بأنه «وادي الإليزيوم مخضر بكامله»"، وكان غنائيًا عن جمال الهضاب وبحيرة. قُرئت يومياته على نطاق واسع، وكانت، على حد تعبير بوت، «وظيفة علاقات عامة فعالة لكيسويك». كما ساهم الرسامون مثل توماس سميث من ديربي وويليام بيلرز في تدفق الزوار؛ بيعت نقوش لوحاتهم الخاصة بمناظر كمبرلاند بأعداد كبيرة، مما أدى إلى زيادة شهرة المنطقة. في عام 1800  م كتب الشاعر الرومانسي صامويل تايلور كوليردج، «ليس من المفيد أن نكون في تقاعد كامل ثلثي العام - والثلث الآخر نشط ومليء بأسراب السياح من جميع الأشكال والأحجام». ربما كان انتقال كوليردج إلى كيسويك في ذلك العام، إضافة لزملائه شعراء البحيرة، أقوى تأثير على التقدير العام لكيسويك ومنطقة البحيرة.
خلال القرن الثامن عشر وحتى القرن التاسع عشر، أُنشأت صناديق تراينبيك تروس [الإنجليزية] وحُسنت الطرق الرئيسية في كمبرلاند بشكل كبير. نظرًا لامكانية الوصول بالحافلة إلى منطقة مقاطعة البحيرة، فقد اجتذبت المنطقة الزوار الأثرياء، لا سيما في أوقات الحرب في أوروبا القارية، مما جعل الجولة الأرستقراطية الكبرى مستحيلة هناك. أُنشأت خدمات الحافلات العامة المنتظمة في ستينيات القرن الثامن عشر، لكنها كانت باهظة الثمن. تكلف الرحلة التي تستغرق عشر ساعات من وايتهيفن إلى بنريث عبر كيسويك 12 شلنًا (ما يعادل 60 بنسًا)، في الوقت الذي يكسب فيه العمال الريفيون عادةً 10 شلن في الأسبوع أو أقل، ونادرًا ما كان الدخل السنوي حتى للمزارعين المستأجرين الأكثر نجاحًا يتجاوز 200 جنيه إسترليني. ومع ذلك، بحلول القرن التاسع عشر، قدر عدد السياح الذين يزورون كيسويك خلال كل موسم بما يتراوح بين 12000 و15000 سائح. لا تزال بعض نزل كيسويك التي تلبي احتياجات الزوار الأثرياء بمثابة فنادق، بما في ذلك فندق كوينز، حيث أقام غراي.

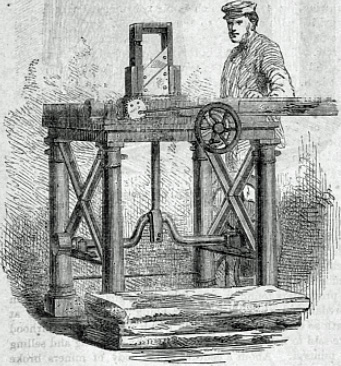
صنع قلم رصاص في كيسويك في خمسينيات القرن التاسع عشر

جعل بناء السكك الحديدية في منتصف القرن التاسع عشر منطقة البحيرة، وكيسويك على وجه الخصوص، أكثر سهولة للزوار ذوي الموارد المتواضعة. جاء الدافع الأصلي لبناء خط السكة الحديدية كوكرماوث و كيسويك و بنريث (CKP) من الصناعات الثقيلة: جلبت عملية بسمر الجديدة لصناعة الصلب طلبًا كبيرًا على خام الحديد الغني من غرب كمبرلاند وفحم الكوك من دورهام على الجانب الشرقي من البلد. أُنشأ خط السكة الحديدية للسماح بتجميع الخام والفحم معًا في مسابك الصلب في كلا المقاطعتين. افتتح الخط لحركة البضائع في عام 1864  م، وفي العام التالي بدأ في نقل الركاب. تباينت الأسعار، لكن المصطافين يمكنهم شراء تذاكر الرحلات بأسعار مخفضة، مثل ستة شلنات لرحلة العودة التي تبلغ 170 ميلاً من بريستون إلى كيسويك.
بالإضافة إلى أهميتها المتزايدة كمركز سياحي، اكتسبت مدينة كيسويك شهرة في تصنيع أقلام الرصاص خلال القرن التاسع عشر. بدأت على نطاق متواضع في حوالي عام 1792  م، صناعةً منزليةً، باستخدام الجرافيت المستخرج محليًا. تطورت هذه الصناعة بزيادة الخطوط الصناعية في المصانع التي شيدتها عدة شركات لهذا الغرض. كان صنع قلم الرصاص من أهم الصناعات التحويلية في المدينة بحلول منتصف القرن التاسع عشر، حيث تراجعت المنسوجات والسلع الجلدية.
أعيد بناء ماوتي هيل في عام 1813  م، واستخدم الطابق السفلي كمنزل سوق في أيام السبت. وُفر غاز الفحم من خلال أعمال الغاز من عام 1846  م؛ افتتحت مكتبة كيسويك عام 1849  م؛ بدأت أعمال المياه في العمل عام 1856  م. وافتتح مركز شرطة كيسويك عام 1857  م. تأسست الصحيفة الأسبوعية المحلية ذا كيسويك روماندر في عام 1896  م، وفي عام 2019  م استمر إصدارها كل يوم جمعة. في مقال نُشر في ذا أوبزرفر عام 1978  م، كتب كريستوفر براشر أنه طالما ازدهر روماندز، «سيكون هناك ركن واحد من هذه الجزر وهذه هي إنجلترا إلى الأبد».
في عام 1883  م عُين هاردويك رونسلي نائبًا لكروستويت. في دراسة لمدن ليك ديستريكت في عام 1974  م، علق هال رايس بأن الكتابة عن كيسويك دون ذكر رونسلي ستكون معادلة للكتابة عن ستراتفورد أبون أفون دون ذكر شكسبير، لذلك كان تأثير رونسلي عظيمًا على المدينة. أقام هو وزوجته دروسًا لتعليم الأعمال المعدنية ونحت الخشب؛ نمت هذه المدارس إلى مدرسة كيسويك للفنون الصناعية، التي دربت الحرفيين والسيدات المحليين من عام 1894  م حتى إغلاقها في عام 1986  م. أعاد إحياء مهرجان عيد العمال القديم في المدينة، وكان شخصية بارزة في إنشاء مدرسة كيسويك، مصحة بلنكاثرا ومدرسة كونتي فارم. ساهم رونسلي كمؤسس مشارك للصندوق الوطني في نمو كيسويك المستمر مركزًا سياحيًا، مع استحواذ الصندوق على العديد من الأفدنة من الأراضي ذات المناظر الخلابة الشهيرة حول ديروينت ووتر، بدءًا من براندلو وود في عام 1902  م.

### القرن العشرين وما بعده
كان تاريخ كيسويك طوال القرن العشرين يعتمد بشكل متزايد على السياحة وصارت صناعة أقلام الرصاص ثاني أكبر مصدر للتوظيف. شغلت شركة كمبرلاند للأقلام الرصاص، والتي تشكلت في مطلع القرن، مصنعًا كبيرًا بالقرب من نهر غريتا على الطريق المؤدي من كيسويك باتجاه كوكرماوث. استمرت حركة الحفظ في التطور؛ قاد رونسلي حملات ناجحة لإنقاذ جسري غريتا وبورتينسكال في العصور الوسطى من الاستبدال بهياكل الخرسانة الحديدية. واستمر الصندوق الوطني في حيازة الأرض محليًا. في الحرب العالمية الأولى، فقدت كيسويك العديد من شبابها: يحيي النصب التذكاري للحرب بالقرب من فيتز بارك ذكرى 117 اسمًا، من بين أقل 4500 شخص يمثلون عدد السكان في ذلك الوقت. بحلول الثلاثينيات من القرن الماضي، تأسست كيسويك بحزم مركزً رئيسًا للسياحة في كمبرلاند وويستمورلاند. وصفها مقال في صحيفة مانشستر جارديان عام 1934  م بأنها «عاصمة مقاطعة البحيرة»، وتابعت :«تتمثل الصناعة الرئيسية في كيسويك في الترويج لرضا وسعادة زوارها. يوفر موقعها اللطيف في البداية جوًا منشطًا ... تقع في الجزء الأكثر بهجة من منطقة مبهجة ، وصفها وردزورث بأنها "أجمل بقعة وجدها الإنسان على الإطلاق". هناك العديد من الأماكن المثيرة للاهتمام والمتاجر الفاخرة ، وتُقدم إقامة جيدة للزوار بأسعار معقولة. كيسويك هو أفضل مركز يمكن من خلاله زيارة ليكلاند.»
خلال الحرب العالمية الثانية، أُجلي طلاب من كلية سانت كاثرين وليفربول ومدرسة روديان، ساسكس، إلى كيسويك عندما استولي على مبانيهم الخاصة لاستخدامها كمستشفى وقاعدة بحرية على التوالي. أُحضر الطلاب أيضًا إلى أمن كيسويك من مدرسة سنترال نيوكاسل الثانوية، مدرسة هونمانبي هول، يوركشاير، ودار أيتام ليفربول.
منع إنشاء حديقة ليك ديستريكت الوطنية في عام 1951  م، مع رقابة صارمة على التطوير الجديد، أي توسع للمدينة خارج حدود ما قبل الحرب. ظل عدد سكان كيسويك مستقرًا عند أقل بقليل من 5 000 نسمة. ازداد اعتماد المدينة على السياحة في عام 2006  م عندما نقل كمبرلاند بنسيلس الإنتاج من كيسويك إلى ليليهول، وركينجتون، ولم يتبق سوى متحف ديروينت بينسل في الموقع القديم. في بداية القرن الحادي والعشرين، كان أكثر من 60٪ من السكان يعملون في الفنادق والمطاعم والتوزيع. وجدت دراسة استقصائية لمباني البيع بالتجزئة في عام 2000  م أن أكثر من عشرة في المائة كانت متاجر ملابس خارجية، ونسبة مماثلة كانت مقاهي أو مطاعم، وأكثر من ثمانية في المائة كانت متاجر الهدايا. يعتبر المخطط العمري لسكان كيسويك أعلى بكثير من المتوسط الإنجليزي. في عام 2011  م، شكل الأطفال دون سن العاشرة 7.6 في المائة من سكان المدينة، مقارنة بـ 11.9 في المائة في إنجلترا ككل. بين سن 10 و20 سنة، فإن الأرقام المقارنة هي 10.2 و12.1؛ ومن 20 إلى 44 عامًا، 25.9 مقابل 34.3. النسبة المئوية لسكان كيسويك الذين تتراوح أعمارهم بين 45 عامًا فما فوق أعلى من المتوسط الوطني، أكبر فرق بين 75 إلى 84 عامًا، والتي تحتوي على 9.6 في المائة من سكان كيسويك مقارنة بالمعدل الوطني البالغ 5.5. الأرقام من نفس التعداد أن كيسويك لديها عدد أقل من المتوسط من «أصحاب العمل الكبار والمهن الإدارية الأعلى» وعدد أكبر من أصحاب العمل الصغار والعاملين لحسابهم الخاص. البطالة طويلة الأجل أقل بكثير من المتوسط في إنجلترا.

### الملكية

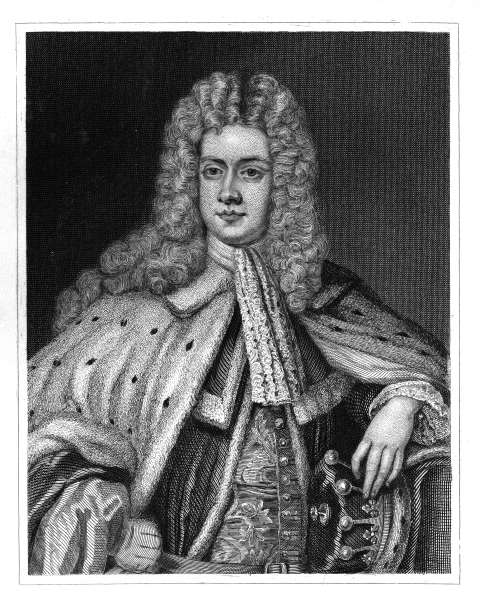
اللورد ديروينتووتر، الذي أُعدم بتهمة الخيانة

في العصور الوسطى، كانت البلدة داخل قصر كاسلريغ وديروينت ووتر. أقدم سجل رسمي باقٍ للمدينة هو ميثاق السوق لعام 1276  م الممنوح للورد المانور، توماس دي ديروينتووتر. منح أليس دي روميلي المانور لآدم دي ديروينتواتر قبل عام 1216  م، ثم انتقل بعد ذلك إلى عائلة رادكليف عن طريق الزواج. تنازلت العائلة عن ملكية ديروينت ووتر للتاج بعد إعدام جيمس رادكليف، إيرل ديروينتووتر الثالث، في عام 1716  م لدوره في تمرد اليعاقبة في العام السابق. في عام 1735  م، منح التاج الدخل من العقارات لدعم مستشفى غرينتش بلندن. كانت الأراضي الواقعة إلى الجنوب والغرب جزءًا من أراضي الغابات والزراعة في مستشفى غرينتش حتى القرن التاسع عشر. في عام 1925  م، منح المالك آنذاك، السير جون راندلز، الصندوق الوطني 90 فدانًا من الأرض في هذا العقار، بما في ذلك الغابات الأمامية.

## الحوكمة
أصبحت كيسويك منطقة حكومية محلية في عام 1853  م ومنطقة حضرية بها ثلاثة دوائر في عام 1894  م، مما يعكس نموها في الجزء الأخير من القرن التاسع عشر. مددت الحدود الشمالية للمنطقة الحضرية الجديدة من غريتا إلى السكك الحديدية، مع غريت كروستويت وجزء من أونديرسكيدو في عام 1899  م. في عام 1974  م أُلغيت المنطقة الحضرية ومنذ ذلك الحين يديرمجلس مدينة كيسويك ومجلس قصبة أليردال المدينة. منذ عام 2010  م، كانت كيسويك عضوًا في دائرة كوبلاند الانتخابية، وكانت سابقًا جزءًا من دائرة ووركينغتون وقبل ذلك دائرة بينريث وذا بوردر. يمتد القسم الانتخابي في كيسويك إلى ما وراء حدود الأبرشية وقد كان عدد سكانها يبلغ إجمالي 5 243 نسمةفي تعداد 2011.

## الجغرافيا
تقع كيسويك في شمال غرب إنجلترا، في قلب منطقة البحيرة الشمالية. تقع المدينة على بعد 31.4 ميل (50.5 كـم) جنوب غرب كارلايل، 22.1 ميل (35.6 كـم) شمال غرب ويندرمير و14.2 ميل (22.9 كـم) جنوب شرق كوكرماوث. تقع بحيرة ديروينتووتر [الإنجليزية] إلى الجنوب الغربي من المدينة، وهي بطول حوالي 3 ميل (4.8 كـم) وعرض 1 ميل (1.6 كـم) وعمق حوالي 72 قدم (22 م). تحتوي على العديد من الجزر، منها جزيرة ديروينت وجزيرة لوردز وجزيرة رامبشولم وجزيرة سانت هربرت، أكبرها جزيرة ديروينت وهي الجزيرة الوحيدة على البحيرة المأهولة بالسكان؛ يُديرها الصندوق الوطني وتفتح للزوار خمسة أيام في السنة. تتكون الأرض الواقعة بين كيسويك والبحيرة بشكل أساسي من حقول ومناطق من الغابات، التي تشمل إسثموس وود، وكوكشوت وود، وكاسلهيد وود، وهوريكلاوز وود، وغريت وود، إلى الجنوب. يتدفق نهر ديروينت من ديروينت ووتر إلى بحيرة باسنثويت [الإنجليزية]، في أقصى شمال بحيرات كومبريان الرئيسية. يلتقي نهر ديروينت ورافده نهر غريتا [الإنجليزية]، الذي يتدفق عبر كيسويك، إلى الشرق من بورتينسكال. يقع مصدر غريتا بالقرب من ثريلكيلد [الإنجليزية]، عند التقاء نهر غليندراماكين [الإنجليزية] وسانت جون بيك [الإنجليزية].
تقع كيسويك في لي من مجموعة سكيدداو [الإنجليزية]، أقدم مجموعة من الصخور في منطقة البحيرة. تشكلت هذه الهضاب خلال العصر الأوردوفيشي، منذ 488 إلى 443 مليون سنة. تشكل مثلثًا يحمي المدينة، ويصل ارتفاعها الأقصى إلى 931 مترًا في سكيدداو نفسها. إلى الغرب من بورتينسكال، وإلى الجنوب الغربي من قرية ثورنثويت، توجد وينلاتر فورست بارك [الإنجليزية] وجريسديل بايك [الإنجليزية]. إلى الشرق، ما وراء الدائرة الحجرية كاسلريغ، توجد سانت جون إن فال [الإنجليزية]، عند سفح سلسلة هيلفيلين [الإنجليزية]، التي تحظى بشعبية لدى المتسلقين بدءًا من كيسويك. في عام 2010  م، استثمرت شركة الكهرباء الشمالية الغربية، ويونايتد يوتيليتيز، وهيئة حديقة ليك ديستريكت الوطنية، وجمعية أصدقاء البحيرة الخيرية، 100000 جنيه إسترليني لإزالة خطوط الكهرباء واستبدالها بكابلات تحت الأرض، لتحسين جودة المناظر في المنطقة المجاورة.

من الناحية المناخية، تقع كيسويك في القطاع الشمالي الغربي من المملكة المتحدة، والذي يتميز بصيف بارد، وشتاء معتدل، ومعدلات هطول أمطار شهرية عالية على مدار العام. تسقط أشهر الأمطار في كيسويك في نهاية العام، وهو متوسط الذروة البالغ 189.3 مم تسقط في أكتوبر. تُعرض أرقام درجات الحرارة والمطر وأشعة الشمس أدناه.
| البيانات المناخية لـKeswick                  | البيانات المناخية لـKeswick | البيانات المناخية لـKeswick | البيانات المناخية لـKeswick | البيانات المناخية لـKeswick | البيانات المناخية لـKeswick | البيانات المناخية لـKeswick | البيانات المناخية لـKeswick | البيانات المناخية لـKeswick | البيانات المناخية لـKeswick | البيانات المناخية لـKeswick | البيانات المناخية لـKeswick | البيانات المناخية لـKeswick | البيانات المناخية لـKeswick |
| الشهر                                        | يناير                       | فبراير                      | مارس                        | أبريل                       | مايو                        | يونيو                       | يوليو                       | أغسطس                       | سبتمبر                      | أكتوبر                      | نوفمبر                      | ديسمبر                      | المعدل السنوي               |
| -------------------------------------------- | --------------------------- | --------------------------- | --------------------------- | --------------------------- | --------------------------- | --------------------------- | --------------------------- | --------------------------- | --------------------------- | --------------------------- | --------------------------- | --------------------------- | --------------------------- |
| متوسط درجة الحرارة الكبرى °م (°ف)            | 7.2 (45.0)                  | 7.4 (45.3)                  | 9.4 (48.9)                  | 11.9 (53.4)                 | 15.6 (60.1)                 | 17.9 (64.2)                 | 19.7 (67.5)                 | 19.1 (66.4)                 | 16.7 (62.1)                 | 13.3 (55.9)                 | 9.7 (49.5)                  | 7.5 (45.5)                  | 12.95 (55.31)               |
| المتوسط اليومي °م (°ف)                       | 5.0 (41.0)                  | 4.0 (39.2)                  | 6.0 (42.8)                  | 10.0 (50.0)                 | 12.0 (53.6)                 | 15.0 (59.0)                 | 17.0 (62.6)                 | 16.0 (60.8)                 | 14.0 (57.2)                 | 10.0 (50.0)                 | 7.0 (44.6)                  | 4.0 (39.2)                  | 10.0 (50.0)                 |
| متوسط درجة الحرارة الصغرى °م (°ف)            | 1.6 (34.9)                  | 1.4 (34.5)                  | 2.8 (37.0)                  | 4.2 (39.6)                  | 6.4 (43.5)                  | 9.3 (48.7)                  | 11.5 (52.7)                 | 11. (52)                    | 9.0 (48.2)                  | 6.7 (44.1)                  | 3.9 (39.0)                  | 1.5 (34.7)                  | 5.78 (42.40)                |
| الهطول مم (إنش)                              | 169.1 (6.66)                | 119.9 (4.72)                | 127.8 (5.03)                | 81.7 (3.22)                 | 79.4 (3.13)                 | 84.3 (3.32)                 | 88.1 (3.47)                 | 104.1 (4.10)                | 126.6 (4.98)                | 183.9 (7.24)                | 177.9 (7.00)                | 173.0 (6.81)                | 1٬521 (59.88)               |
| المصدر: مكتب الأرصاد الجوية وHoliday Weather |                             |                             |                             |                             |                             |                             |                             |                             |                             |                             |                             |                             |                             |

## السكان
ذكرت سجلات كنيسة كروستويت أنه كان هناك 238 دفنًا في عام 1623  م، يُعتقد أنها حدث شيئًا ما بين الثاني عشر والعاشر في مجموع سكان الرعية في ذلك الوقت. في أربعينيات القرن السادس عشر، كان هناك انخفاض حاد في عدد السكان بسبب وباء الطاعون الذي أصاب كيسويك وكارلايل وكوكرماوث وكروستويت ومناطق أخرى في الفترة 1645 – 1647 م.
في تعداد عام 1801، بلغ عدد سكان بلدة كيسويك، بما في ذلك البلدة والنجوع المحيطة بها، 1 350 نسمة. نما عدد السكان بمعدل ثابت، حيث ارتفع إلى 1,683 نسمةعام 1811  م، و1٬901 عام 1821  م، و2٬159 عام 1831  م، و2٬442 عام 1841  م، و2٬618 عام 1851  م. في عام 1871  م كان عدد سكان البلدة 2 777 نسمة. نما عدد السكان بمعدل أسرع في أواخر القرن التاسع عشر وبحلول عام 1901  م وصل عددهم إلى 4 451 نسمة. كان هناك تقلبات قليلة في عدد السكان منذ ذلك الحين، وفي تعداد عام 1991  م كان عدد سكان المدينة 4 836 نسمة. في تعداد عام 2001  م، سُجل 4 984 نسمة، و4821 نسمة في عام 2011  م. في تعداد 2011، صرح 57.9 في المائة من السكان على أنهم مسيحيون، و31.5 في المائة غير متدينين، و1.2 في المائة مسلمون، و8.3 في المائة لم يحددوا.

## المعالم

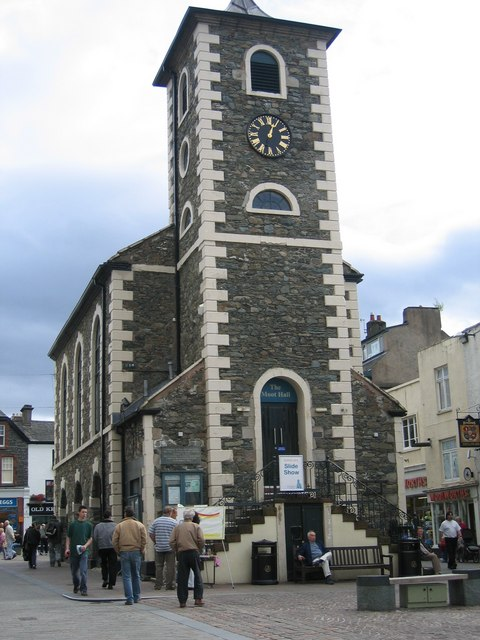
ذا ماوتي هيل في كيسويك

كيسويك هي موطن المسرح على البحيرة، والذي افتتح عام 1999  م. يخدم المسرح غرضًا مزدوجًا كمنزل دائم لشركة المراجع المهنية ومكان لزيارة فناني الأداء والمهرجانات. لقد حل مسرح القرن [الإنجليزية]أو «الصندوق الأزرق»، الذي قضى 25 عامًا في شبه تقاعد في موقع دائم بجانب البحيرة في كيسويك، بعد مسيرة مهنية مماثلة لمسرح متنقل. افتتحت سينما قصر الحمراء في شارع سانت جون عام 1913  م، وهي واحدة من أقدم دور السينما التي تعمل باستمرار في البلاد. وهي مجهزة بالتكنولوجيا الرقمية وأجهزة استقبال الأقمار الصناعية للسماح بعرض مباشر للمسرحيات والأوبرا والباليه من المسرح الملكي الوطني ودار الأوبرا الملكية وأماكن أخرى.
المدينة هي موقع متحف قلم رصاص بديروينت [الإنجليزية]. أحد المعروضات هو ما يُزعم أنه أكبر قلم ملون في العالم. فيتز بارك، على ضفة نهر جريتا، هي موطن لمتحف كيسويك ومعرض الفنون [الإنجليزية]، وهو متحف فيكتوري يضم الحجارة الموسيقية من سكيداو [الإنجليزية]، ومخطوطات سوثي، ومجموعة من المنحوتات واللوحات ذات الأهمية الإقليمية والأوسع، بما في ذلك الأعمال بواسطة إبستين وجون أوبي وريتشارد ويستال وآخرين. بعد أعمال الترميم والتوسيع الشاملة، أعيد افتتاح المتحف في عام 2014  م. في عام 2001  م، اعتبرت مجلة ويسدن للكريكيت الشهرية [الإنجليزية] ملعب الكريكيت في فيتز بارك بأنه أجمل ملعب في إنجلترا.
غريتا هول [الإنجليزية] (انظر بحيرة الشعراء ووجهاء كيسويك الآخرين، أدناه)، هو مبنى تاريخي محمي من الدرجة الأولى. منزل كوليردج في 1800–04 وسوثي من 1803 حتى 1843، أصبح فيما بعد جزءًا من مدرسة كيسويك وهو الآن ملكية خاصة، مقسم جزئيًا إلى شقق للعطلات. يعود تاريخ المنزل المكون من ثلاثة طوابق إلى أواخر القرن الثامن عشر ويتميز بباب مركزي مزدوج مكسو بألواح مستوية مع ألواح علوية قوطية ونوافذ فينيسية. يعود تاريخ الموقد المنحوت من خشب البلوط إلى عام 1684  م. ماوتي هيل [الإنجليزية] هو مبنى بارز من الدرجة الثانية * يقع في الطرف الجنوبي من الشارع الرئيسي. بُني عام 1571  م وأعيد بناؤه عام 1695  م، ويعود تاريخ المبنى الحالي إلى عام 1813  م. إنه مبني من الحجر المطلي بالكلس والجدران الصخرية، وله برج مربع في الطرف الشمالي بمدخل مقوس دائري ودرج مزدوج من الدرجات الخارجية. يوجد في الجزء العلوي من البرج ما يصفه مجلس المعلومات السياحية في كيسويك بأنه «ساعة غير عادية بيد واحدة».يحتوي ماوتي هيل الذي كان مبنى المجلس سابقًا، على مركز للمعلومات السياحية في الطابق الأرضي، مع معرض فني في الطابق العلوي.
قال المفكر الاجتماعي والناقد الفني البارز جون روسكين، الذي كان له العديد من الارتباطات مع كيسويك، ذات مرة أن المدينة كانت مكانًا جميلًا للغاية للعيش فيه. في أكتوبر 1900، من خلال جهود رونسلي بشكل أساسي، أقيم نصب تذكاري بسيط من قائمة بوروديل إلى روسكين في صخرة الرهبان [الإنجليزية]. النصب هو الآن هيكل مدرج من الدرجة الثانية.

### الكنائس

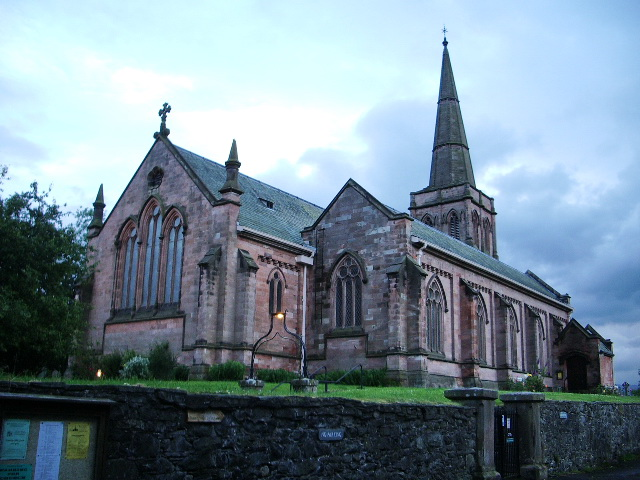
تعود كنيسة القديس يوحنا إلى عام 1838

حتى عام 1838  م لم يكن في كيسويك كنيسة أنجليكانية داخل حدود المدينة وكانت جزءًا من أبرشية كروستويت المنتشرة. صممت كنيسة الرعية الحالية، سانت جون، من قبل أنتوني سالفين وكرست في عام 1838  م. وهي ذات أسلوب هندسي في الطراز مبنية بحجر مزين بدقة من الحجر الرملي الوردي على شكل قلعة وسقف أردوازي. وسع المحسنون من عائلة مارشال الكنيسة في 1862 و1882 و1889. نوافذ الشانسل، التي صممها هنري هوليداي، والتي رُكبت في عام 1879  م، أُزيلت وأُعيد تثبيتها عندما مُدد المذبح في عام 1889  م. أصبح سانت جون أحد المباني المدرجة من الدرجة الثانية * في عام 1951  م. كنيسة أبرشية كيسويك السابقة، سانت كنتيجرن، في كروستويت، خارج المدينة مباشرةً، مدرجة أيضًا في الدرجة الثانية *. يعود تاريخها إلى القرن الرابع عشر على الأقل، وقد بُنيت بشكل أساسي على طراز تيودور القوطي ووسعت في عام 1523  م وأعاد جورج جيلبرت سكوت ترميمها لاحقًا في عام 1844  م.
كان لدى جمعية الأصدقاء الدينية بيت الاجتماعات المبكرة في المدينة، استبدل في عام 1715  م بآخر في أوندرسكيدو. التقى المنشقون البروتستانت في منزل خاص من عام 1705  م أو قبل ذلك، وانتقلوا إلى كنيسة صغيرة في ليك رود في الجزء الأخير من القرن الثامن عشر. بنيت كنيسة الأبرشانيون في 1858-1859. بنيت أول كنيسة ويسليانية في عام 1814  م في ساحة صغيرة قبالة الشارع الرئيسي بتكلفة 331 جنيه و10 سنت والتي صارت الكنيسة الميثودية الحالية في شارع سوثي. منذ عام 1928  م، خدمت سيدة البحيرات (بالإنجليزية: Our Lady of the Lakes)‏ الروم الكاثوليك في كيسويك وسانت تشارلز في هاي هيل. افتتح بيت اجتماعات جمعية الأصدقاء الدينية جديد في المدينة في عام 1994  م. افتتحت كنيسة أرثوذكسية شرقية في عام 2007  م، أقامت قداس في كيسويك وقرية بريثويت المجاورة.
اعتبارًا من عام 2019  م، لم تحتفظ أي ديانات أخرى بمباني مخصصة في كيسويك ؛ أقيمت صلاة المسلمين يوم الجمعة في غرفة بمبنى المجلس المحلي في الشارع الرئيسي. وقد توقف منذ ذلك الحين.

### المنازل والفنادق العامة
تشمل نزل كيسويك القديمة وخلفائها العديد من المباني المدرجة، ولا سيما في الدرجة الثانية من التصنيف. يعود تاريخ فندق جورج، الذي يُقال أنه أقدم نزل في المدينة، إلى القرن السادس عشر، ولا تزال التعديلات التي أُجريت خلال الفترة الجورجية واضحة. يعود تاريخ فندق كينغ أرمس الواقع في ساحة السوق الرئيسة إلى أوائل القرن التاسع عشر؛ وهو مبنى من الحجر المزخرف بالجص مع نوافذ على الطراز الفيكتورى في الطابق الأرضى. فندق كوينز في الشارع الرئيسي، مبنى حجري مغطى بالحصى يعود تاريخه إلى أواخر القرن الثامن عشر، أعيدت تسميته "The Inn on the Square" في عام 2015  م. يُعد كل من «حانة البنك في الشارع الرئيسي» (بالإنجليزية: Bank Tavern in Main Street)‏ ومنزل الكلب والمسدس (بالإنجليزية: Dog and Gun)‏ العام في طريق البحيرة من المباني المدرجة في القرن الثامن عشر من الدرجة الثانية.
- 10–15, Borrowdale Road (الدرجة الثانية)
- 123 and 125, Main Street (الدرجة الثانية)
- 17–23, St John's Street (الدرجة الثانية)
- 18, High Hill (الدرجة الثانية)
- 2, Eskin Street (الدرجة الثانية)
- 25, St John's Street (الدرجة الثانية)
- 3, Penrith Road (الدرجة الثانية)
- 3–6, High Hill (الدرجة الثانية)
- 36–50, St John's Street (الدرجة الثانية)
- 4 and 6, Derwent Street (الدرجة الثانية)
- 4 and 6, Eskin Street (الدرجة الثانية)
- 6–12, Police Station Court (الدرجة الثانية)
- 8 and 10, Eskin Street (الدرجة الثانية)
- 85–91, Main Street (الدرجة الثانية)
- Balustrading, Urns, and Terrace Wall to Garden on North Side of Castlerigg Manor (الدرجة الثانية)
- Brigham Forge Cottages (الدرجة الثانية)
- Calvert's Bridge (الدرجة الثانية)
- Castlerigg Manor (Catholic Youth Centre) (الدرجة الثانية)
- Castlerigg Manor Lodge (الدرجة الثانية)
- Central Hotel (الدرجة الثانية)
- Chestnut Hill House Shelley Cottage with Adjoining Stables and Coach House to North (الدرجة الثانية)
- Church of St John (الدرجة الثانية*)
- Church of St Kentigern (الدرجة الثانية*)
- County Hotel (الدرجة الثانية)
- Crosthwaite Sunday School (الدرجة الثانية)
- Crosthwaite Vicarage (الدرجة الثانية)
- Derwent Isle House (الدرجة الثانية)
- Forge Bridge (الدرجة الثانية)
- Formerly Mayson's Shop (الدرجة الثانية)
- George Hotel (الدرجة الثانية)
- Greta House (Grade I)
- Heads House (الدرجة الثانية)
- Ivy Cottage (الدرجة الثانية)
- Keswick Industrial Arts (الدرجة الثانية)
- Keswick Railway Station Building and Platform (الدرجة الثانية)
- King's Arms Hotel (الدرجة الثانية)
- Oak Cottage Oak Lodge (الدرجة الثانية)
- Oddfellows Arms Public House (الدرجة الثانية)
- Packhorse Inn Including Attached Former Stables (الدرجة الثانية)
- Police Station and Magistrates Court (الدرجة الثانية)
- Priorholm Hotel (الدرجة الثانية)
- Royal Oak Hotel (الدرجة الثانية)
- Ruskin Monument (الدرجة الثانية)
- Skiddaw Cottage (الدرجة الثانية)
- Small Outbuilding Opposite Packhorse Inn and Behind Ye Olde Friars (الدرجة الثانية)
- The Bank Tavern (الدرجة الثانية)
- The Dog and Gun Public House (الدرجة الثانية)
- The Moot Hall (الدرجة الثانية*)
- The Old Chapel at Landing Stage (الدرجة الثانية)
- Toll Bar Cottage (الدرجة الثانية)

## التعليم والصحة
كانت مدرسة كروستويت المجانية للقواعد، المجاورة لساحة كنيسة كروستويت، مؤسسة قديمة، وتاريخ تأسيسها غير مؤكد. في عام 1819  م، كان لدى أبرشية كروستويت خمس أو ست مدارس في المدينة والمناطق النائية، وكانت تجمع 332 طفلاً. بحلول عام 1833  م، كان لدى كيسويك اثنتا عشرة مدرسة يومية، بما في ذلك مدرسة وطنية جديدة في هاي هيل. بدأت كنيسة الأبرشية الجديدة في كيسويك، سانت جون، العمل التعليمي في عام 1840  م بمدرسة الأحد التي قامت أيضًا بتعليم الأولاد الصغار، ولاحقًا الفتيات، في أيام الأسبوع. افتتحت مدرسة ذكور بدوام كامل عام 1853  م. بالنسبة للتلاميذ الأكبر سنًا، افتتحت مدرسة كيسويك، مدرسة القواعد التعليمية المشتركة المجانية، التي خلفت مدرسة كروستويت المجانية للقواعد، في موقع مائل مقابل جسر غريتا في عام 1898  م. في عام 1951  م، بُنيت مدرسة ثانوية حديثة جديدة في ليرثويت في سكيدداو السفلى.
توفر مدرسة سانت هربرت التعليم للناشئين، والتي كان لديها 263 طالب في عام 2013  م. في المستوى الأعلى، اندمجت مدرستي كيسويك ولايرثويت في عام 1980  م كمدرسة ثانوية شاملة واحدة، باسم مدرسة كيسويك. أدرجتها صحيفة الديلي تلغراف في قائمة أعلى ثلاثين مدرسة إستيعابًا في انكلترا وويلز وأيرلندا الشمالية في عام 2014  م. يشرف مجلس مقاطعة كمبريا على هيئة التعليم المحلية في كيسويك.
تأسس مستشفى ماري هيويتسون كاتيج في عام 1892  م، وضم خمسة عشر سريراً ووحدة للإصابات الطفيفة. خضع لعملية إعادة بناء وتحديث كبيرة في عام 2013  م.

## الرياضة

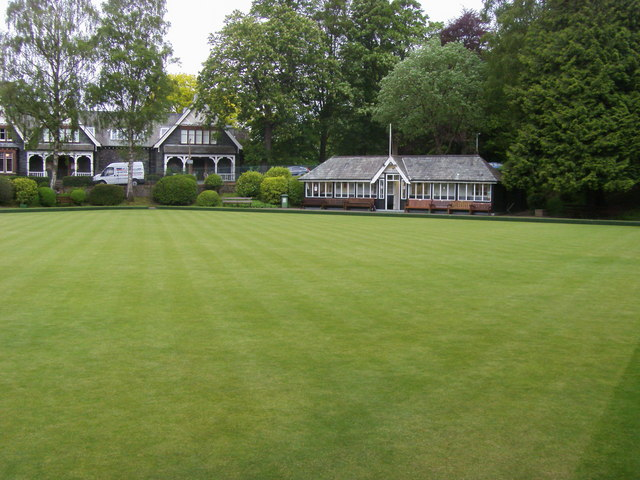
كيسويك Bowls Club، مع متحف المدينة ومعرض الفنون في الخلفية، أعلى اليسار

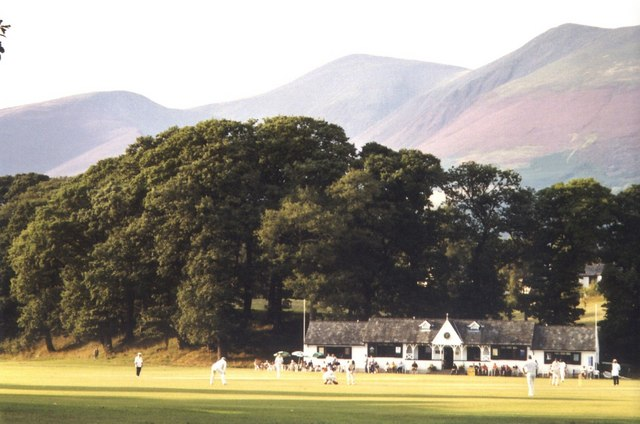
ملعب للكريكيت في فيتز بارك

كيسويك هي موطن لنادي كيسويك لكرة القدم. يلعب الفريق الرئيسي في القسم الأول من رابطة ويستمورلاند، ولديه أيضًا فريق احتياطي يلعب في القسم الثاني من رابطة ويستمورلاند، وفريق نسائي يلعب في رابطة كمبريا، يتنافس الأصاغر تحت 16 عامًا، تحت 14 عامًا، تحت -12 وفئة تحت 10 في رابطة بنريث لكرة القدم للناشئين؛ وهناك فريق مخضرم يتنافس في رابطة كمبريا. تأسس نادي كيسويك لرياضة الرغبي في عام 1879  م، ويلعب في ديفيدسون بارك، ولديه فرق تلعب في رابطة كمبريا ومنافسة اتحاد الرغبي في كمبريا. يشارك نادي الرغبي في تنظيم نصف ماراثونك يسويك، وعادة ما يقام في الأسبوع الأول من شهر مايو.
يحتوي نادي كيسويك للتنس على ملاعب عشبية في متنزه فيتز العلوي، كما يدير ملاعبًا صلبة في منطقة كيسويك للرياضات المجتمعية في منطقة المنتزه السفلي. تأسس نادي كيسويك للكريكيت في ثمانينيات القرن التاسع عشر. يتنافس فريقها الرئيسي في القسم الأول من رابطة شمال لانكشاير وكومبريا للكريكيت. يلعب الفريق الثاني في القسم الثالث من رابطة عدن فالي للكريكيت، كما يضم النادي فرقًا للشباب تحت 11 عامًا، وتحت 13 عامًا، وتحت 15 عامًا وفريق كريكيت نسائي. تأسس نادي كيسويك فيتز بارك بولز عام 1882  م.
في سبتمبر 2010، استضافت كيسويك سباق كيسويك بوروديل للدراجات، الجولة الثانية من رابطة الشمال الغربي لفئة راكبي الدراجات المبتدئين، وهو حدث دعمه الاتحاد البريطاني للدراجات. في الشهر نفسه، استضافت المدينة نشاطًا في عطلة نهاية الأسبوع للأطفال، بما في ذلك صغار فريق كرة السلة على الكراسي المتحركة من بروك ستيلرز، الذي كان لاعبوه الكبار يتنافسون في سباق الـ135 ميل (217 كـم) من كيسويك إلى بنريث لجمع الأموال لسرطان الأطفال. كيسويك هي أيضًا موطن نادي كيسويك للكروكيه وكيسويك للرماة ونادي غريتا (كيسويك) للريشة الطائرة أصاغر من سن 8 إلى 16 عامًا. مركز الترفيه في المدينة، حوض كيسويك للسباحة الترفيهية ومركز لياقة بدنية، يُشغله ويُديره كارلايل ليجر المحدودة (CLL)، ويحتوي على مسبح ومرافق للياقة البدنية، ويقدم دروسًا في التجديف.

## المواصلات
تقع كيسويك على الطريق A66 الذي يربط ركينغتون وبنريث، وكذلك الطريق A591 الذي يربط البلدة بأورلاندو، كندال [الإنجليزية]وكارلايل (عبر A595).
لا توجد خطوط سكك حديدية تؤدي إلى كيسويك؛ حيث أغلق الخط الذي شيد في ستينيات القرن التاسع عشر لصالح شركة السكك الحديدية كوكيرماوث وكيسويك وبنريث في عام 1972  م. منذ تسعينيات القرن الماضي، كانت هناك خطة قيد المناقشة لإعادة بنائه. لا يزال حوالي 90 في المائة من أعمال الحفر في السكك الحديدية قائمة، ولكن وفقًا لتقديرات عام 2000  م، ستكلف إعادة الافتتاح 25  مليون جنيه إسترليني. في عام 2014  م، كانت وسيلة النقل العمومي الوحيدة التي تخدم البلدات والقرى على طريق السكك الحديدية القديم هي خدمة الحافلات التي تعمل كل ساعة في الغالب. تستغرق رحلة الحافلة من محطة الخط الرئيسي في بنريث إلى كيسويك 47 دقيقة.
تخدم المدينة خطوط حافلات أخرى توفر وصلات مباشرة مع كارلايل، كوكرماوث، كيندال، لانكستر، بنريث، ويندرمير، وركينجتون، وغيرها من البلدات والقرى في الشمال الغربي. خفف تدفق حركة المرور من بنريث إلى كوكرماوث وما بعده بعد أن حُول الطريق رقم A66 إلى ممر جانبي جديد في عام 1974  م، وهو تطور تسبب في جدل بسبب جسر جديد بارز يحمل الطريق عبر مضيق غريتا إلى شمال المدينة.
يصل غالبية الزوار بالسيارة وتُقدم لهم الخدمات من خلال ثلاث مواقف للسيارات في وسط المدينة، وواحد كبير بجوار المسرح بجانب البحيرة، وأخرى أصغر في أماكن أخرى من المدينة.

## الثقافة

### التظاهرات المنتظمة
تشمل الأحداث السنوية في تقويم المدينة مهرجان كيسويك السينمائي (فبراير-مارس). ـُقدم عروض لأفلام قديمة وجديدة، ومقابلات مع مخرجين، وجوائز اوسبري للمهرجان للأفلام القصيرة من قبل صانعي الأفلام المحليين. يقام مهرجان الكلمات الأدبية في المسرح المجاور للبحيرة والذي يستمر عشرة أيام في شهر مارس من كل عام. بدأ المهرجان في عام 1995  م، وقد قدم العروض كل من ميلفين براغ ولويس دي بيرنيير وجيرمين جرير وستيف جونز وبينيلوب ليفلي والأميرة مايكل أوف كينت ومايكل روزين وجوانا ترولوب.

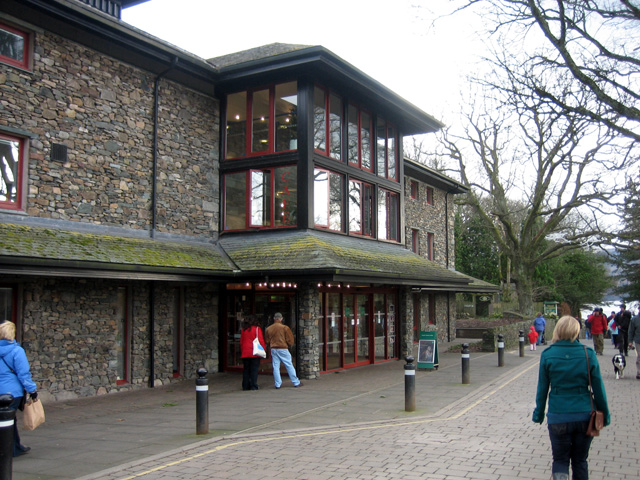
مسرح البحيرة، مكان كلمات مهرجان المياه

تستضيف كيسويك في مايو من كل عام ثلاثة تظاهرات متناقضة. يأخذ سباق كيسويك لنصف ماراثون، في الجزء الأول من الشهر، المشاركين في جولة حول ديروينتووتر بحلقة إضافية إلى نيولاندز فالي. في الأسبوع الثاني من شهر مايو، يقام مهرجان كيسويك للجاز الذي يستمر أربعة أيام، مع أكثر من 100 عرض لموسيقى الجاز في اثني عشر مكانًا محليًا. يشمل المشاركون ممثلون بريطانيين ودوليين لموسيقى الجاز التقليدية والسائدة. يأتي بعد مهرجان الجاز مهرجان جبل كيسويك الذي يستمر أربعة أيام في منتصف مايو. وبحسب كلمات المنظمين، فإن المهرجان «يحتفل بكل ما نحبه جميعًا في الهواء الطلق». ويشمل هرولة في الإفجيج وركوب الدراجات الجبلية، المشي بصحبة مرشدين، وقراءة الخرائط، والتجديف والتسلق والترياتلون وغيرها من المناسبات.
الحدث الرئيسي في تقويم المدينة في يونيو هو مهرجان كيسويك للبيرة، وهو حدث يستمر لمدة يومين ويستقطب أكثر من 5000 مشارك كل عام. يتميز شهر يوليو بافتتاح مؤتمر كيسويك السنوي، وهو تجمع دولي للمسيحيين الإنجيليين، وُصف في عام 1925  م بأنه «آخر معقل للتزمت البريطاني»، يروج للتعاليم الكتابية وأنماط الحياة المتدينة. وكان من بين أولئك المرتبطين بالاتفاقية فرانك بوخمان وبيلي جراهام. تطورت الفعالية من أسبوع واحد إلى ثلاثة أسابيع، على امتداد الجزء الأخير من يوليو وأوائل أغسطس.
في أغسطس، تتميز كيسويك بسباق ديروينت ووتر ريجاتا. افتتحه مالك الأرض المحلي غريب الأطوار جوزيف بوكلينجتون في عام 1792  م، وبعد انقطاع دام أكثر من قرنين أعيد إحياؤه في عام 2013  م. يصفها منظموها بأنها «عطلة نهاية أسبوع مليئة بالفوضى والجنون، مع فرصة للصعود على متن مجموعة متنوعة من السباقات في ديروينت ووتر». يُقام معرض كيسويك الزراعي، الذي تأسس في عام 1860  م، تقليديًا في آب / أغسطس عطلة البنوك يوم الإثنين على الحافة الغربية للمدينة في قسم حقول العبور من الأرض المفتوحة المعروفة باسم الحوراء.  يضم المعرض أكشاك تجارية وخيرية، ويستقطب أعدادًا كبيرة من المنافسين والعارضين والمتفرجين. من عام 2014  م، غُير المكان إلى Pump Field، على بعد بضع مئات من الأمتار من وسط المدينة باتجاه بريثويت.
تقدم الموسيقى الكلاسيكية على مدار العام، بالتزامن مع مهرجان مقاطعة البحيرة الصيفي للموسيقى وبشكل مستقل من خلال جمعية جوقة كيسويك وجمعية كيسويك للموسيقى التي تأسست عام 1947  م. شمل فناني الأداء في كيسويك شيلينجيريان الرباعية [الإنجليزية]، رويال نورثرن سنفونيا [الإنجليزية]، تاسمين ليتل [الإنجليزية]، مدينة لندن سينفونيا [الإنجليزية]، الكاهن الأحمر [الإنجليزية] ونيكولاي ديميدنكو [الإنجليزية].

### بحيرة الشعراء ووجهاء كيسويك الآخرون

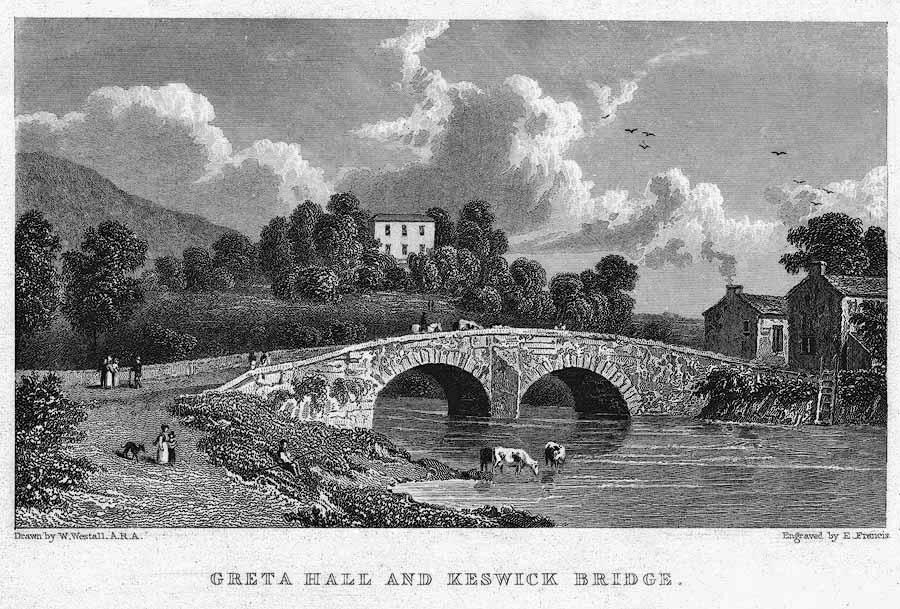
غريتا هيل خلف جسر جريتا

كان كوليردج وويليام وردزورث صديقين ومتعاونين. عندما أقام وردزورث وشقيقته دوروثي في منطقة ليك ديستريكت في أواخر عام 1799  م، كان من المحتم، على حد قول بوت، أن يحذو كوليريدج حذوهما. بعد ستة أشهر من انتقال وردزورثس إلى دوف كوتيدج في جراسمير، استأجر كوليردج قاعة جريتا في كيسويك، على بعد 12 ميل (19 كـم). في عام 1803  م وافق روبرت سوثي، صهر كوليردج، على مشاركة المنزل مع كوليريدج وعائلته. بقي سوثي في جريتا هول بعد أن غادر كوليردج عام 1804  م، وظل في منزل عائلة سوثي حتى وفاته عام 1843  م. أقام العديد من الشخصيات الأدبية الشهيرة في جريتا هول في هذه السنوات، بما في ذلك وردزورث، وتشارلز وماري لامب، وتوماس دي كوينسي، وويليام هازليت، وبيرسي بيش شيلي، والسير والتر سكوت. ظل لامب، أحد سكان لندن المكرس لمدينته الأصلية، متشككًا في عوامل الجذب في منطقة البحيرة، لكن معظم زوار غريتا هول كتبوا ببلاغة عن جمال المشهد، وعززوا أيضًا من احترام الجمهور والرغبة في زيارة المنطقة. كان سوثي يحظى باحترام محلي، لكنه لعب دورًا صغيرًا في حياة المدينة. دُفن في باحة كنيسة كروستويت ويوجد نصب تذكاري له داخل الكنيسة، مع نقش كتبه وردزورث.
من بين أعيان كيسويك قبل شعراء البحيرة السير جون بانكس، أحد كبار الملوك أثناء الحرب الأهلية الإنجليزية. كان المدعي العام ورئيس القضاة لتشارلز الأول، ولد بانكس عام 1589  م في كاسلريغ بالقرب من كيسويك. يوجد تمثال نصفي لذكراه في حديقة فيتز العليا بالقرب من المتحف. وفي عام 2014  م، كُرم أيضًا بتحويل محكمة كيسويك السابقة إلى نقابة سُميت بلقبه الكامل تكريماً له «رئيس قضاة الالتماسات المشتركة».
شمل سكان المنطقة لاحقًا الباحث الكلاسيكي وكاتب المقالات والشاعر ومؤسس جمعية البحث النفسي، فريدريك مايرز، الذي ولد في كيسويك، والناشط من أجل الرفق بالحيوان دونالد واتسون، مؤسس جمعية النباتيين، الذي عاش في كيسويك بعد تقاعده من التدريس. عاش رواد الجبال والمصورون جورج وآشلي أبراهام وعملوا في كيسويك. يوجد متجر التصوير الخاص بهم في ليك رود، الذي بُني عام 1887  م، أخذه لاحقًا متسلق الجبال المحلي وصانع الملابس جورج فيشر؛ لا يزال المتجر يحتوي على تذكارات، بما في ذلك صور فوتوغرافية، من عصر إبراهيم.
كان الروائي هيو والبول من الشخصيات الأدبية بعد شعراء البحيرة من بين أولئك الأكثر ارتباطًا بكيسويك. في عام 1924  م انتقل إلى براكنبيرن، وهو منزل يقع بين كيسويك وغرانج في الطرف المقابل من ديروينت ووتر.كتب بحماس مثل شعراء البحيرة في القرن الماضي عن منطقة البحيرة، وغالبًا ما وجدت مناظرها وأجواءها طريقها إلى رواياته. كتب في عام 1939  م، «أنني أحب كمبرلاند من كل قلبي وروحي هو سبب آخر لسعادتي في كِتابة كُتب هيريس هذه. إنه ليس من خطأي أنني لم أولد في كمبريا : أن الكومبريين، على الرغم من "كوني غريبًا"، كانوا لطفاء جدًا معي، هو ثروتي الجيدة.»

## الهامش
- 1 : تشمل الاشتقاقات الأخرى المقترحة "kesh" (الشوكران المائي) و "Ketelswick" (بعد مستوطن فايكينغ المفترض) و "kis" (مصطلح نرويجي لبيريت الحديد)[172] ومن بين أولئك الذين يتبنون أصل «مزرعة الجبن»، فإن إكوال وويلي اسم كيسويك مع اسم منطقة لندن تشيسويك ؛ كتب ويلي أن الحرف الأول "K" يرجع إلى التأثير الاسكندنافي.[6][173]

### فهرس المراجع
1. ↑  "Neighbourhood statistics" نسخة محفوظة 18 June 2015 على موقع واي باك مشين., Office for National Statistics, retrieved 18 June 2015
2. ↑  GeoNames (بالإنجليزية), 2005, QID:Q830106
3. ↑  Maxwell Lyte 1906، صفحة 200.
4. ↑  Flom, George T. "The Origin of the Place-Name 'Keswick'" نسخة محفوظة 7 يناير2017 على موقع واي باك مشين., The Journal of English and Germanic Philology, Volume 18, number 2, April 1919, pp. 221–225 (الاشتراك مطلوب)
5. ↑  Ekwall 1960، صفحة 273
and Mills, A. D. "Keswick" نسخة محفوظة 3 سبتمبر 2014 على موقع واي باك مشين., A Dictionary of British Place Names, Oxford University Press, 2011; Oxford Reference, retrieved 23 June 2014 (الاشتراك مطلوب)
6. 1 2  Whaley 2006، صفحة lx, 195 و423
7. ↑  Barrie 2010، صفحة 90.
8. ↑  Collingwood 1925، صفحة 6.
9. 1 2  Bott 1994، صفحة 3.
10. ↑  Charles-Edwards 2013، صفحة 11.
11. ↑  Rice 1974، صفحة 92.
12. ↑  Ekwall 1960، صفحة 143.
13. ↑  "Derwent "مشتق من كلمة" dervā "، وتعني" النهر الذي تنتشر فيه أشجار البلوط "، والتي يقارن Ekwall بـ" derw "الويلزية.[12]
14. ↑  Bott 1994، صفحة 4–5
15. ↑  Wilson & Kaye 1970، صفحة 5–6.
16. ↑  Charles-Edwards 2013، صفحة 12, 575، Clarkson 2014، صفحة 12, 63–66, 154–58
17. 1 2  Bott 1994، صفحة 11
18. ↑  Wilson & Kaye 1970، صفحة 8
19. ↑  Rice 1974، صفحة 103.
20. ↑  Rice 1974، صفحة 95.
21. ↑  Maxwell LyteMaxwell Lyte 1906، صفحة 200
22. ↑  Bott 1994، صفحة 12; Jackson 1979، صفحة 119; "Keswick" نسخة محفوظة 6 August 2014 على موقع واي باك مشين. Visit Cumbria, retrieved 29 August 2014
23. ↑  Bott 1994، صفحة 12–13
24. ↑  Linton 1864، صفحة 58.
25. ↑  Camden 1789، صفحة 170.
26. ↑  Bott 1994، صفحة 17
27. ↑  Bott 1994، صفحة 22–23.
28. ↑  Bott 1994، صفحة 20.
29. ↑  Bott 1994، صفحة 28–30
30. ↑  Gray 0000، صفحة 325
31. ↑  Bott 1994، صفحة 39
32. ↑  Lindopp 1993، صفحة 165
33. ↑  Bott 1994، صفحة 73–79
34. ↑  Bott 1994، صفحة 30–31
35. ↑  Bott 1994، صفحة 43
36. ↑  Bott 1994، صفحة 91; , Olsen 1999، صفحة 124
37. ↑  "The Growth of Keswick, with particular reference to its inns" نسخة محفوظة 3 سبتمبر 2014 على موقع واي باك مشين., The Wordsworth Trust, retrieved 29 August 2014
38. ↑  Bott 1994، صفحة 93
39. ↑  Gradon 1948، صفحة 23
40. ↑  Bott 1994، صفحة 96
41. ↑  Bott 1994، صفحة 23–24
42. ↑  Bott 1994، صفحة 122
43. ↑  Bott 1994، صفحة 88 and 122
44. ↑  Brasher, Christopher. "Secrets of a success story", The Guardian, 9 July 1978, p. 11
45. ↑  "Hand Workers in Metals", The Times, 1 سبتمبر 1933, p. 14; وBott 1994، صفحة 150
46. ↑  Murphy, Graham. "Rawnsley, Hardwicke Drummond (1851–1920)" نسخة محفوظة 13 كانون الثاني 2021 على موقع واي باك مشين., Oxford Dictionary of National Biography, Oxford University Press, 2004, retrieved 2 أكتوبر 2014 (يتطلب وجود اشتراك أو عضوية في المكتبة العامة في المملكة المتحدة)
47. ↑  Rice 1974، صفحة 106
48. ↑  "The History of The National Trust in Cumbria" نسخة محفوظة 3 سبتمبر 2014 على موقع واي باك مشين., Visit Cumbria, retrieved 27 August 2014
49. ↑  Bott 1994، صفحة 24
50. ↑  "The Care of Old Bridges", The Times, 30 أكتوبر 1911, p. 9; and "Portinscale Bridge", The Manchester Guardian, 1 نوفمبر 1911, p. 8
51. ↑  "Friar's Crag for the Nation: Memorial to Canon Rawnsley", The Manchester Guardian, 5 فبراير 1921, p. 6
52. ↑  "War Memorials Elsewhere: Keswick, Cumbria" نسخة محفوظة 3 سبتمبر 2014 على موقع واي باك مشين., The Yorkshire Regiment, retrieved 28 August 2014
53. ↑  "1911 Census – Keswick" نسخة محفوظة 6 أكتوبر 2014 على موقع واي باك مشين., Vision of Britain, University of Portsmouth, retrieved 3 سبتمبر 2014
54. ↑  "Keswick and the Lake District". الغارديان. 24 مارس 1934. ص. 17. {{استشهاد ويب}}: الوسيط |مسار= غير موجود أو فارع (مساعدة)
55. ↑  Wilkinson 2010، صفحة 139, 170–171; "Former St Katharine's College" نسخة محفوظة 10 سبتمبر 2014 على موقع واي باك مشين., English Heritage; and "History of Roedean" نسخة محفوظة 3 سبتمبر 2014 على موقع واي باك مشين., Roedean, both retrieved 30 June 2014
56. ↑  Wilkinson 2010، صفحة 74–75
57. ↑  Wilkinson 2010، صفحة 123
58. ↑  Wilkinson 2010، صفحة 136–138
59. ↑  Robinson, Jeremy Rowan. "A sort of national property: managing the Lake District National Park – the first 60 years" نسخة محفوظة 4 ديسمبر 2013 على موقع واي باك مشين., Lake District National Park, retrieved 29 August 2014
60. ↑  "Keswick (Cumbria)" نسخة محفوظة 3 سبتمبر 2014 على موقع واي باك مشين., City Population, retrieved 28 August 2014
61. ↑  The figures for the 1991, 2001 and 2011 censuses were respectively 4,836, 4,984 and 4,821.[60]
62. ↑  "End of an era at pencil factory" نسخة محفوظة 7 أكتوبر 2007 على موقع واي باك مشين., BBC, 5 June 2007, retrieved 29 August 2014
63. ↑  "Keswick" نسخة محفوظة 18 July 2014 على موقع واي باك مشين., Lake District National Park Authority Education Service, 2005, retrieved 28 August 2014
64. ↑  Averages taken from "Age Structure, 2011" نسخة محفوظة 6 أكتوبر 2014 على موقع واي باك مشين., Neighbourhood statistics: Keswick, Office for National Statistics, retrieved 3 سبتمبر 2014
65. ↑  Averages taken from "Socio-economic Classification" نسخة محفوظة 6 أكتوبر 2014 على موقع واي باك مشين., Neighbourhood statistics: Keswick, Office for National Statistics, retrieved 3 سبتمبر 2014
66. ↑  The respective figures are 1.9 compared to 3.5%; 15.5 to 7%; and 0.3 to 1%.[65]
67. ↑  Bott 1994، صفحة 61
68. ↑  Sir John Randles's Gift", The Times, 24 August 1925, p. 11
69. ↑  "Local Government Act 1972: borough status; Allerdale, Cumbria" نسخة محفوظة 3 سبتمبر 2014 على موقع واي باك مشين., The National Archives, retrieved 29 August 2014
70. ↑  "The Parliamentary Constituencies (England) Order 1983" نسخة محفوظة 22 أكتوبر 2014 على موقع واي باك مشين., Legislation, UK Government, retrieved 3 سبتمبر 2014
71. ↑  "Ward population 2011". مؤرشف من الأصل في 2015-06-18. اطلع عليه بتاريخ 2015-06-18.
72. ↑  خرائط جوجل – كيسويك، كمبريا (Map). رسم الخرائط من شركة جوجل. اطلع عليه بتاريخ 2014-08-31. {{استشهاد بخريطة}}: الوسيط غير المعروف |publisher-link= تم تجاهله (مساعدة)
73. ↑  "Islands of Derwent Water". National Trust (بالإنجليزية). Archived from the original on 2014-09-03. Retrieved 2021-01-15.
74. ↑  Harper 1913، صفحة 151
75. ↑  Millward and Stone, p. 5; Allaby, Michael (ed) "Ordovician نسخة محفوظة 3 سبتمبر 2014 على موقع واي باك مشين.", A Dictionary of Earth Sciences, Oxford University Press, 2008 (الاشتراك مطلوب)
76. ↑  "Geology factsheet" نسخة محفوظة 5 نوفمبر  2016 على موقع واي باك مشين., Lake District National Park Authority, Education Service, retrieved 10 July 2014
77. ↑  خرائط جوجل – كيسويك، كمبريا (Map). رسم الخرائط من شركة جوجل. اطلع عليه بتاريخ 2014-08-31. {{استشهاد بخريطة}}: الوسيط غير المعروف |publisher-link= تم تجاهله (مساعدة)Google (31 August 2014). "Keswick, Cumbria" نسخة محفوظة 13 كانون الثاني 2021 على موقع واي باك مشين. (Map). Google Maps. Google. Retrieved31 August 2014.
78. ↑  Electrifying news for Keswick ramblers نسخة محفوظة 21 سبتمبر 2014 على موقع واي باك مشين., Lakeland Echo (Morecambe, England), 21 يناير2010, accessed via HighBeam Research (الاشتراك مطلوب)
79. ↑  "North West climate region" نسخة محفوظة 5 June 2011 على موقع واي باك مشين., UK Meteorological Office, retrieved 2 سبتمبر 2014
80. ↑  "Keswick" نسخة محفوظة 3 سبتمبر 2014 على موقع واي باك مشين., Met Office, retrieved 10 July 2014; and "Keswick Annual Weather Averages" نسخة محفوظة 24 سبتمبر 2015 على موقع واي باك مشين., Holiday Weather, retrieved 10 July 2014
81. ↑  Garnet 1852، صفحة 16
82. ↑  Thirsk 1985، صفحة 7
83. ↑  Whellan 1860، صفحة 339
84. ↑  Lewis 1873، صفحة 161
85. ↑  1911 Census of England and Wales نسخة محفوظة 6 أكتوبر 2014 على موقع واي باك مشين., Vision of Britain, retrieved 8 سبتمبر 2014
86. ↑  "Northwest England" نسخة محفوظة 31 July 2014 على موقع واي باك مشين., City Population, retrieved 8 سبتمبر 2014
87. ↑  Neighbourhood statistics نسخة محفوظة 8 سبتمبر 2014 على موقع واي باك مشين., Office for National Statistics, retrieved 8 سبتمبر 2014
88. ↑  Thorncroft Tony. "Wave of delight greets Keswick theatre" نسخة محفوظة 10 تشرين الثاني 2013 على موقع واي باك مشين., فاينانشال تايمز, 10 سبتمبر 1999; and Ward, David.

"Reinvention of regional theatre in the Lakes" نسخة محفوظة 10 تشرين الثاني 2013 على موقع واي باك مشين., The Guardian, 10 July 1999
89. ↑  "What's On" نسخة محفوظة 15 August 2014 على موقع واي باك مشين., Theatre by the Lake, retrieved 28 August 2014
90. ↑  "History" نسخة محفوظة 6 أكتوبر 2014 على موقع واي باك مشين., Century Theatre, retrieved 4 أكتوبر 2014
91. ↑  Legg, Matthew. "98-year-old Cumbrian cinema saved from closure" نسخة محفوظة 6 أكتوبر 2014 على موقع واي باك مشين., The Cumberland News, 29 ديسمبر 2011; "The cinema where James Bond watches while you have a pee" نسخة محفوظة 6 أكتوبر 2014 على موقع واي باك مشين., The Cumberland News, 2 يناير2014; and "Home" نسخة محفوظة 6 أكتوبر 2014 على موقع واي باك مشين., Alhambra Cinema, retrieved 28 August 2014
92. ↑  "Cumberland Pencil museum celebrates 30 years" نسخة محفوظة 6 أكتوبر 2014 على موقع واي باك مشين., The Cumberland News, 30 May 2011
93. ↑  "The Collection" نسخة محفوظة 6 أكتوبر 2014 على موقع واي باك مشين., Keswick Museum and Art Gallery, retrieved 28 August 2014
94. ↑  "New beginning for Keswick museum" نسخة محفوظة 6 أكتوبر 2014 على موقع واي باك مشين., The Cumberland News, 23 May 2014; and "Home" نسخة محفوظة 20 فبراير 2010 على موقع واي باك مشين., Keswick Museum and Art Gallery, retrieved 28 August 2014
95. ↑  "Keswick wins beauty parade" نسخة محفوظة 4 August 2003 على موقع واي باك مشين., BBC, 11 أكتوبر 2001, retrieved 31 August 2014
96. ↑  "Greta Hall, home of Coleridge, opens its doors" نسخة محفوظة 6 أكتوبر 2014 على موقع واي باك مشين., The Cumberland News, 20 سبتمبر 2013; and "Home" نسخة محفوظة 16 August 2004 على موقع واي باك مشين. Greta Hall, retrieved 2 سبتمبر 2014
97. ↑  Greta House, Keswick نسخة محفوظة 3 سبتمبر 2014 على موقع واي باك مشين., British Listed Buildings, retrieved 31 August 2014
98. ↑  The Moot Hall, Keswick نسخة محفوظة 3 سبتمبر 2014 على موقع واي باك مشين., British Listed Buildings, retrieved 31 August 2014
99. ↑  Dalton 2012، صفحة 624
100. ↑  "Keswick Tourist Information Centre" نسخة محفوظة 3 سبتمبر 2014 على موقع واي باك مشين., Visit Cumbria, retrieved 31 August 2014
101. ↑  "Ruskin Memorial" نسخة محفوظة 6 أكتوبر 2014 على موقع واي باك مشين., Visit Cumbria, retrieved 30 سبتمبر 2014
102. ↑  "The East Window" نسخة محفوظة 4 سبتمبر 2014 على موقع واي باك مشين., Keswick St John, retrieved 3 سبتمبر 2014
103. ↑  Church of St John, Keswick نسخة محفوظة 3 سبتمبر 2014 على موقع واي باك مشين., British Listed Buildings, retrieved 31 August 2014
104. ↑  Church of St Kentigern, Keswick نسخة محفوظة 27 ديسمبر 2013 على موقع واي باك مشين., British Listed Buildings, retrieved 31 August 2014
105. ↑  Bott 1994، صفحة 130–133
106. ↑  "Keswick" نسخة محفوظة 4 ديسمبر 2014 على موقع واي باك مشين., The Methodist Church, retrieved 29 نوفمبر 2014
107. ↑  "The North Lakes" نسخة محفوظة 3 سبتمبر 2014 على موقع واي باك مشين., The Orthodox Church in Cumbria, retrieved 30 June 2014
108. ↑  "Google Mosque Map - UK Mosques Directory". mosques.muslimsinbritain.org. مؤرشف من الأصل في 13 كانون الثاني 2021. اطلع عليه بتاريخ 2019-10-09. {{استشهاد ويب}}: تحقق من التاريخ في: |تاريخ أرشيف= (مساعدة)
109. 1 2  Listed Buildings in Keswick, Cumbria, England نسخة محفوظة 9 July 2014 على موقع واي باك مشين., British Listed Buildings, retrieved 31 August 2014
110. ↑  George Hotel, Keswick نسخة محفوظة 3 September 2014 على موقع واي باك مشين., British Listed Buildings, retrieved 31 August 2014
111. ↑  King's Arms Hotel, Keswick نسخة محفوظة 3 September 2014 على موقع واي باك مشين., British Listed Buildings, retrieved 31 August 2014
112. ↑  Central Hotel, Keswick نسخة محفوظة 3 September 2014 على موقع واي باك مشين., British Listed Buildings, retrieved 31 August 2014; and "New-look hotel opens in town centre" نسخة محفوظة 30 January 2016 على موقع واي باك مشين., The Cumberland Herald, 19 June 2015
113. ↑  The Bank Tavern, Keswick نسخة محفوظة 3 September 2014 على موقع واي باك مشين., British Listed Buildings, retrieved 31 August 2014
114. ↑  The Dog and Gun Public House, Keswick نسخة محفوظة 3 September 2014 على موقع واي باك مشين., British Listed Buildings, retrieved 31 August 2014
115. ↑  Bott 1994، صفحة 139
116. ↑  Bott 1994، صفحة 144
117. ↑  "History of Keswick School" نسخة محفوظة 6 October 2014 على موقع واي باك مشين., Keswick School, retrieved 30 September 2014
118. ↑  Bott 1994، صفحة 145–146
119. ↑  "St Herbert's School" نسخة محفوظة 3 September 2014 على موقع واي باك مشين., Keswick St John, retrieved 29 August 2014
120. ↑  "St Herbert's CofE (VA) Primary and Nursery School" نسخة محفوظة 6 October 2014 على موقع واي باك مشين., Ofsted, retrieved 30 September 2014
121. ↑  "A-level results 2014" نسخة محفوظة 23 October 2017 على موقع واي باك مشين., The Daily Telegraph, 15 August 2014
122. ↑  "Cumbria" نسخة محفوظة 3 September 2014 على موقع واي باك مشين., Schoolswebdirectory, retrieved 3 September 2014
123. ↑  "Mary Hewetson Cottage Hospital" نسخة محفوظة 7 September 2014 على موقع واي باك مشين., National Health Service, retrieved 7 September 2014
124. ↑  "£1.25 million for Keswick Hospital" نسخة محفوظة 7 September 2014 على موقع واي باك مشين., ITV Border, 7 January 2013
125. 1 2  "Sports Clubs" نسخة محفوظة 9 September 2014 على موقع واي باك مشين., Keswick Town Council, retrieved 8 September 2014
126. ↑  "Keswick Rugby Football Club" نسخة محفوظة 9 September 2014 على موقع واي باك مشين., Keswick Rugby Club, retrieved 8 September 2014
127. ↑  "Keswick Rugby Club Half Marathon" نسخة محفوظة 9 September 2014 على موقع واي باك مشين., Scottish Running Guide, retrieved 8 September 2014
128. ↑  "Football: Keswick leave Moor in basement" نسخة محفوظة 21 September 2014 على موقع واي باك مشين., Sunday Sun (Newcastle-upon-Tyne), 10 June 2007, accessed via HighBeam Research (الاشتراك مطلوب)
129. ↑  "History" نسخة محفوظة 9 September 2014 على موقع واي باك مشين., Keswick Bowls Club, retrieved 8 September 2014
130. ↑  "Keswick Bikes Borrowdale Cross / North West League" نسخة محفوظة 9 September 2014 على موقع واي باك مشين., British Cycling, retrieved 8 September 2014
131. ↑  "Steelers Wheelchair Basketball junior players to attend activity weekend in Cumbria to raise money for Click-Sargent" نسخة محفوظة 21 September 2014 على موقع واي باك مشين., US Fed News Service, 8 September 2010, accessed via HighBeam Research (الاشتراك مطلوب)
132. ↑  "Keswick Leisure Pool and Fitness Centre" نسخة محفوظة 9 September 2014 على موقع واي باك مشين., Allerdale Borough Council, retrieved 8 September 2014
133. ↑  "Map of Cumbria" نسخة محفوظة 3 September 2014 على موقع واي باك مشين., Autoatlas England, retrieved 28 August 2014
134. ↑  Western 2001، صفحة 143, 157, و187
135. ↑  From 1923 to 1948 the line was part of the London, Midland and Scottish Railway؛ from 1948 until its closure it was part of British Railways.[134]
136. ↑  Western 2001، صفحة 187–190
137. ↑  "Keswick rail scheme looks for L1 boost" نسخة محفوظة 21 September 2014 على موقع واي باك مشين., Professional Engineering Magazine, 6 September 2000, accessed via HighBeam Research (الاشتراك مطلوب)
138. ↑  "Penrith, Keswick, Cockermouth, Workington" نسخة محفوظة 3 September 2014 على موقع واي باك مشين., Stagecoach, retrieved 28 August 2014
139. ↑  "Central Lakes" نسخة محفوظة 27 July 2014 على موقع واي باك مشين., Stagecoach, retrieved 28 August 2014
140. ↑  "Lakes proposals 'roused very strong emotions'", The Times, 18 March 1972, p. 3
141. ↑  "Car park list" نسخة محفوظة 3 September 2014 على موقع واي باك مشين., Allerdale Borough Council, retrieved 28 August 2014
142. ↑  "Young filmmakers impress at Keswick Film Festival" نسخة محفوظة 6 October 2014 على موقع واي باك مشين., The Cumberland News, 21 February 2013; and "Keswick Film Festival" نسخة محفوظة 6 October 2014 على موقع واي باك مشين., Keswick Film Club, retrieved 25 June 2014
143. ↑  "Keswick book festival wins national award" نسخة محفوظة 6 October 2014 على موقع واي باك مشين., The Cumberland News, 4 February 2005; "Words by the water in Keswick presents heavy-hitting literary line-up" نسخة محفوظة 6 October 2014 على موقع واي باك مشين.,The Cumberland News, 28 February 2013; "Words by the Water festival's Bragging rights" نسخة محفوظة 6 October 2014 على موقع واي باك مشين., The Cumberland News, 7 March 2014; and Events Calendar نسخة محفوظة 3 September 2014 على موقع واي باك مشين., Words by the Water, retrieved 25 June 2014
144. 1 2 3  "Month by Month guide to what's on" نسخة محفوظة 11 August 2014 على موقع واي باك مشين., Keswick – The Lake District, retrieved 25 June 2014
145. ↑  "Keswick Convention Growing: Puritanism's 'Last Stronghold'", The Manchester Guardian, 21 July 1925, p. 18
146. ↑  "Who We Are" نسخة محفوظة 9 October 2014 على موقع واي باك مشين., Keswick Ministries, retrieved 27 August 2014
147. ↑  Bott 1994، صفحة 135
148. ↑  Holroyd, James Edward. "Pocklington's Island", The Guardian, 23 April 1962, p. 5
149. ↑  "King Pocky's Regatta revived on Derwent Water" نسخة محفوظة 3 September 2014 على موقع واي باك مشين., National Trust, retrieved 25 June 2014
150. ↑  Kaye 1966، صفحة 345
151. ↑  The name dates back to the 18th century; the historian J W Kaye links it to the landowner, إدوارد ستيفنسون, who retired to his native Keswick having been an important figure in the شركة الهند الشرقية. Stephenson was based in كلكتا of which هاورا was a suburb.[150]
152. ↑  "Keswick Show's flying start at its new home", The Keswick Reminder, 29 August 2014, p. 1
153. ↑  "Keswick Choral Society's Christmas concert of music by Sweelink, Vivaldi, Vivaldi and popular carols" نسخة محفوظة 6 October 2014 على موقع واي باك مشين., The Cumberland News, 23 December 2011
154. ↑  Ogden, Paul. "Hills are alive with sound of ..." نسخة محفوظة 10 November 2013 على موقع واي باك مشين., أخبار مانشستر المسائية [الإنجليزية], 6 July 2010
155. ↑  "Northern Sinfonia at Theatre by the Lake, Keswick" نسخة محفوظة 6 October 2014 على موقع واي باك مشين., Sage, Gateshead, retrieved 2 October 2014
156. ↑  "Keswick Music Society" نسخة محفوظة 6 October 2014 على موقع واي باك مشين., The Whitehaven News, 17 April 2008
157. ↑  "Sixty one years on and a full season ahead for the Keswick Music Society" نسخة محفوظة 6 October 2014 على موقع واي باك مشين., The Cumberland News, 22 July 2008
158. ↑  "Fluent, tireless Nikolai" نسخة محفوظة 6 October 2014 على موقع واي باك مشين., The Cumberland News, 22 December 2006
159. ↑  Bott 1994، صفحة 69
160. ↑  Bott 1994، صفحة 73 and 78
161. ↑  Bott, pp. 73–79
162. ↑  Hyde & Pevsner 2010، صفحة 315
163. ↑  Brooks, Christopher W, "Bankes, Sir John (1589–1644)" نسخة محفوظة 13 كانون الثاني 2021 على موقع واي باك مشين., Oxford Dictionary of National Biography, Oxford University Press, January 2008, retrieved 28 August 2014 (يتطلب وجود اشتراك أو عضوية في المكتبة العامة في المملكة المتحدة)
164. ↑  "Sir John Bankes – Keswick, Cumbria, UK" نسخة محفوظة 3 September 2014 على موقع واي باك مشين., Waymarking, retrieved 28 August 2014
165. ↑  Findlay, Freya. "Opening time for Lake District's first Wetherspoon pub" نسخة محفوظة 6 October 2014 على موقع واي باك مشين., The Cumberland Times, 27 September 2014; and "It's busy early doors as Wetherspoon pub opens", The Keswick Reminder, 3 October 2014, p. 2
166. ↑  Gauld, Alan, "Myers, Frederic William Henry (1843–1901)" نسخة محفوظة 13 كانون الثاني 2021 على موقع واي باك مشين., Oxford Dictionary of National Biography, Oxford University Press, January 2008, retrieved 28 August 2014 (يتطلب وجود اشتراك أو عضوية في المكتبة العامة في المملكة المتحدة)
167. ↑  Elliot, Rose. "Obituary: Donald Watson" نسخة محفوظة 3 September 2014 على موقع واي باك مشين., The Guardian, 14 January 2006
168. ↑  McConnell, Anita. "Abraham, George Dixon (1871–1965)" نسخة محفوظة 13 كانون الثاني 2021 على موقع واي باك مشين., Oxford Dictionary of National Biography, Oxford University Press, 2004, retrieved 28 August 2014 (يتطلب وجود اشتراك أو عضوية في المكتبة العامة في المملكة المتحدة)
169. ↑  "About us" نسخة محفوظة 3 September 2014 على موقع واي باك مشين., George Fisher, retrieved 28 August 2014
170. ↑  Hart-Davis 1997، صفحة 249
171. ↑  Walpole, p. vii
172. ↑  Bott 1994، صفحة 10
173. ↑  Ekwall 1960، صفحة 106

### المعلومات الكاملة للمراجع
- Barrie، Thomas (2010). The Sacred In-Between: The Mediating Roles of Architecture. Abingdon, Oxon and New York: Routledge. ISBN:978-0-415-77963-0.
- Bott، George (1994). Keswick – The Story of a Lake District Town. Carlisle: Cumbria County Library. ISBN:978-0-905404-51-6.
- Camden، William (1789) [1586]. Britannia, or, A Chorographical Description of the Flourishing Kingdoms of England, Scotland, and Ireland. London: Payne and Robinson. OCLC:65337006. مؤرشف من الأصل في 2016-03-05.
- Charles-Edwards، T. M. (2013). Wales and the Britons 350–1064. Oxford: Oxford University Press. ISBN:978-0-19-821731-2.
- Clarkson، Tim (2014). Strathclyde and the Anglo-Saxons in the Viking Age. Edinburgh: John Donald. ISBN:978-1-906566-78-4.
- Collingwood، W G (1925). Lake District History. Kendal: T Wilson & Son. OCLC:2185332.
- Dalton، Nick (2012). Frommer's England and the Best of Wales. London: John Wiley & Sons. ISBN:978-1-118-28767-5. مؤرشف من الأصل في 2018-02-14.
- Ekwall، Eilert (1960). Concise Oxford Dictionary of English Place-names. Oxford: Oxford University Press. ISBN:978-0-19-869103-7.
- Keswick and its Neighbourhood. Windermere: Garnett. 1852. ص. 16. OCLC:561275902.
- Gradon، William McGowan (1948). A History of the Cockermouth, Keswick and Penrith Railway. Altrincham: Gradon. OCLC:12138284.
- Hart-Davis، Rupert (1997) [1952]. Hugh Walpole. Stroud: Sutton. ISBN:978-0-7509-1491-8.
- Harper، Charles George (1913). "The Autocar" Road Book: North of England and south of Scotland. London: Methuen. OCLC:780191771.
- Hyde، Matthew؛ Nikolaus Pevsner (2010). The Buildings of England: Cumbria. New Haven: Yale University Press. ISBN:978-0-300-12663-1.
- Jackson، Michael (1979). Exploring England. London: Collins. OCLC:6742767.
- Kaye، J W (1966). "Governor's House, Keswick". Transactions of the Cumberland and Westmorland Antiquarian and Archaeological Society, New Series, Volume 66. Kendal: CWAAS. OCLC:784560247.
- Knight، Charles (1855). The English Cyclopedia: Geography. London: Bradbury and Evans. OCLC:14210888. مؤرشف من الأصل في 2021-08-28.
- Lewis، James (1873). Digest of the English Census of 1871. London: Stanford. ص. 161. OCLC:6796389.
- Lindopp، Grevel (1993). A Literary Guide to the Lake District. London: Chatto & Windus. ISBN:978-0-7011-3615-4.
- Linton، Elizabeth Lynn (1864). The Lake Country. London: Smith, Elder. OCLC:1908260.
- Maxwell Lyte، Sir Henry؛ Trimmer، R D؛ Crump، Charles؛ Stamp، Alfred؛ Maskelyne، A S (1906). Calendar of the Charter Rolls Preserved in the Public Record Office, Volume II. London: His Majesty's Stationery Office. OCLC:650319144.
- Millward، D؛ P Stone (2012). Stratigraphical framework for the Ordovician and Silurian sedimentary strata of northern England and the Isle of Man. Nottingham: British Geological Survey. ISBN:978-0-85272-712-6. مؤرشف من الأصل في 2022-07-10.
- Olsen، Kirstin (1999). Daily Life in 18th-century England. Westport, Connecticut, US: Greenwood Press. ISBN:978-0-313-29933-9.
- Rice، H A L (1974). Lake Country Towns. London: Robert Hale. ISBN:978-0-7091-4450-2.
- Thirsk، Joan (1985). Agrarian History of England and Wales: 1640–1750. Cambridge: CUP Archive. ISBN:978-0-521-20076-9. مؤرشف من الأصل في 2017-06-22.
- Walpole، Hugh (1939). The Herries Chronicle – Rogue Herries, Judith Paris, The Fortress, Vanessa. London: Macmillan. OCLC:1912099.
- Western، Robert (2001). The Cockermouth, Keswick & Penrith Railway. Usk: Oakwood Press. ISBN:978-0-85361-564-4.
- Whaley، Diana (2006). A Dictionary of Lake District Place-names. Nottingham: English Place-Name Society. ISBN:978-0-904889-72-7.
- Whellan، William (1860). The History and Topography of the Counties of Cumberland and Westmoreland: With Furness and Cartmel, in Lancashire, Comprising Their Ancient and Modern History, a General View of Their Physical Character, Trade, Commerce, Manufactures, Agricultural Condition, Statistics, Etc., Etc. London: Whittaker. ص. 339. OCLC:6480778.
- Wilkinson، Brian (2010). A Safe Haven – Evacuees in Keswick, 1939–1945. Carlisle: Bookcase. ISBN:978-1-904147-56-5.
- Wilson، Tom؛ Kaye، revised by J W (1970) [1939]. History of Crosthwaite Parish Church. Keswick: McKane. OCLC:500098767.